# Крошка Доррит
«Кро́шка До́ррит» (англ. Little Dorrit) — одиннадцатый роман английского писателя Чарльза Диккенса, впервые публиковавшийся в журнале «Домашнее чтение» с декабря 1855 года по июнь 1857 . Вместе с произведениями «Холодный дом» и «Тяжёлые времена» входит в тройку социально значимых работ автора. Роман разделён на две книги: книгу первую «Бедность» и книгу вторую «Богатство». Действия происходят в Англии начала XIX века. Диккенс повествует о судьбах людей в их сложном переплетении, параллельно вскрывая пороки государственной системы, душащей всё прогрессивное в стране.
После публикации роман был раскритикован современниками. В первую очередь, из-за ироничного (и даже саркастического) изображения современной Англии и запутанного сюжета. Признание и славу книга получила много позже, когда такие известные литературоведы и писатели, как Достоевский, Бернард Шоу и Лайонел Триллинг высказали ряд положительных отзывов об этом произведении.

## Сюжет

### Книга первая: Бедность
Действия романа начинаются в тюремной камере Марселя с двумя заключёнными — Риго Бландуа и Жаном-Батистом Кавалетто. Риго рассказывает сокамернику, что он осуждён за убийство жены и приговорён к смертной казни. Второй наказан за контрабанду. В город прибывает молодой англичанин Артур Кленнем, который до этого 20 лет жил в Китае с отцом, который перед смертью передал сыну часы с инициалами «Н. З.» (Не забывай), бормоча «Твоя мать». В дороге он знакомится с дружелюбной семьёй Миглз. Прибыв в Лондон, Артур пытается выяснить у матери значение инициалов, однако она отказывается что-либо разъяснять. Миссис Кленнем, хотя и прикована к инвалидной коляске, управляет всеми делами фирмы с помощью секретаря Иеремии Флинтвинча и его жены служанки Эффери. Артур навещает свою бывшую возлюбленную Флору Финчинг, находит её толстой и неинтересной.
В одной из камер долговой тюрьмы Маршалси живёт с семьёй несостоятельный должник Уильям Доррит. Его зовут «Отец Маршалси» — титул, полученный за долголетнее заключение. Мистер Доррит провёл в тюрьме 23 года. Здесь родилась его младшая дочь Эми, которую за хрупкость и небольшой рост ласково называют «Крошка Доррит». Она работает швеёй в доме миссис Кленнем, содержит своим трудом отца, помогает непутёвому брату Типу и заботится о старшей сестре, танцовщице Фанни.
В доме матери мистер Кленнем однажды встречает Эми. Желая больше узнать о ней, он выслеживает её и выходит на тюрьму Маршалси, где от сторожа узнаёт её печальную судьбу. Артур знакомится с Уильямом Дорритом и выражает своё уважение к нему, вручая несколько монет, а после просит прощения у Эми за вторжение в личную жизнь. На следующий день он вновь натыкается на Крошку Доррит, которую сопровождает Мегги — молодая девушка, страдающая психическими расстройствами. В результате более длительной беседы он узнает имена кредиторов Отца Маршалси. Самым главным из них оказывается Тит Полип — влиятельный член Министерства Волокиты.
Мистер Кленнем несколько раз посещает это учреждение, но это не приносит результатов. После одного из визитов он встречает мистера Миглза в сопровождении Дэниэла Дойса — талантливого молодого изобретателя. Мистер Миглз приглашает Артура погостить в его загородной усадьбе. Мистер Кленнем принимает приглашение и через несколько дней отправляется навестить семью Миглз. Их дочь — Бэби — производит на него большое впечатление, однако его смущает разница в возрасте и то, что у неё уже есть ухажёр — Генри Гоуэн. Дэниэл Дойс, по стечению обстоятельств, тоже оказывается в коттедже Миглзов. Артур предлагает ему деловое сотрудничество и тот соглашается.
Между тем молодой Джон Чевери, сын сторожа, давно питавший нежные чувства к Эми Доррит, наконец, признается ей в любви, однако она деликатно отвечает, что между ними не может быть ничего, кроме дружбы. После она отправляется к сестре в театр и из разговора с ней узнает, что у той появился ухажёр — Эдмунд Спалкер — сын состоятельного банкира мистера Мердла.
Артур и Дэниэл Дойс открывают фирму «Дойс и Кленнем» в Подворье Кровоточащего Сердца. В первый же рабочий день их приходят навестить Флора и тетушка мистера Ф. Позже к ним присоединяется и Панкс. Оставшись наедине с Панксом, Артур просит его заняться делом Отца Маршалси и попытаться выяснить как можно больше о нём. Панкс соглашается и заверяет Артура, что сделает всё возможное.
В то же время Жан-Батист Кавалетто освобождается из тюрьмы и, при содействии Артура, поселяется в Подворье Кровоточащего Сердца, где теперь живёт честным трудом. Почти одновременно из заключения выходит его сокамерник — Риго Бландуа, который ныне называет себя «Ланье». Он приезжает в Лондон и тут же отправляется к миссис Кленнем, с поддельным рекомендательным письмом. Он пытается ей льстить, но когда понимает, что это бесполезно, переходит к делу и заявляет, что ему нужен кредит в размере 50 фунтов стерлингов. Однако миссис Кленнем заявляет, что фирма не может дать кредит такого размера. Тогда Бландуа просит разрешения осмотреть дом и натыкается на часы с инициалами «Н. З.». Недвусмысленными намёками он заявляет, что не просто знает их расшифровку, но ещё и располагает сведениями о значении часов. На всё пожилая дама реагирует весьма хладнокровно и просит месье Бландуа, если у него нет больше вопросов, удалиться. Последний так и поступает. 

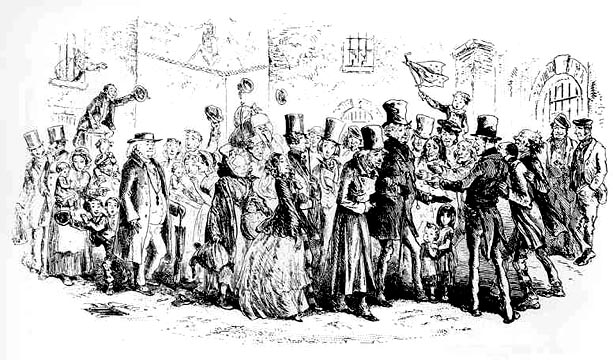
Маршалси остается сиротой

Артур наконец решается продолжить ухаживать за Бэби и вскоре делает ей предложение, от которого она, однако, отказывается, заявив, что уже помолвлена с Гэнри Гоуэном. Разбирательство Панкса в деле Уильяма Доррита продвигается, он неожиданно выясняет, что Отец Маршалси является единственным наследником огромного состояния. Узнав об этом, Эми сообщает новость отцу, который приходит в смятение от внезапного сообщения. Артур помогает семейству Дорритов выплатить долги в юридическом плане. Когда все дела по вступлению в наследство улажены, мистер Доррит решает, что семье необходимо покинуть Лондон и отправиться в путешествие по Европе. В день выезда Крошка Доррит падает в обморок, и Артур на руках выносит её из тюрьмы, чтобы посадить в карету. Дорриты уезжают, и Маршалси остаётся сиротой.

### Книга вторая: Богатство
Дорриты путешествуют по Европе. Их сопровождает миссис Дженерал, обучающая дочерей Уильяма светским манерам. Никто не хочет вспоминать о тюрьме. Крошке Доррит запрещают заботиться об отце, упрекают, что она не чтит семейное достоинство. Ей одной плохо и скучно. В дороге они встречают молодожёнов Гоуэнов. Эми заводит дружбу с Бэби и пишет о ней письма Артуру, полагая, что он её любил. Мистер Гоуэн знакомится с Бландуа, и они становятся близкими друзьями. Однако Эми и Бэби не нравится новый знакомый. Фанни легко становится светской дамой, завоёвывает мистера Спарклера и готовится выйти за него замуж.
Однажды, после визита Джона Чевери мистеру Дорриту становится не по себе. На светском обеде он забывается, думая, что он в Маршалси и все вокруг — арестанты, и обращается к ним с речью. Эми еле уводит отца. Он умирает. Бландуа едет в Лондон. Им заинтересовывается Артур. В результате слежки за ним он встречает его с мисс Уэйд.

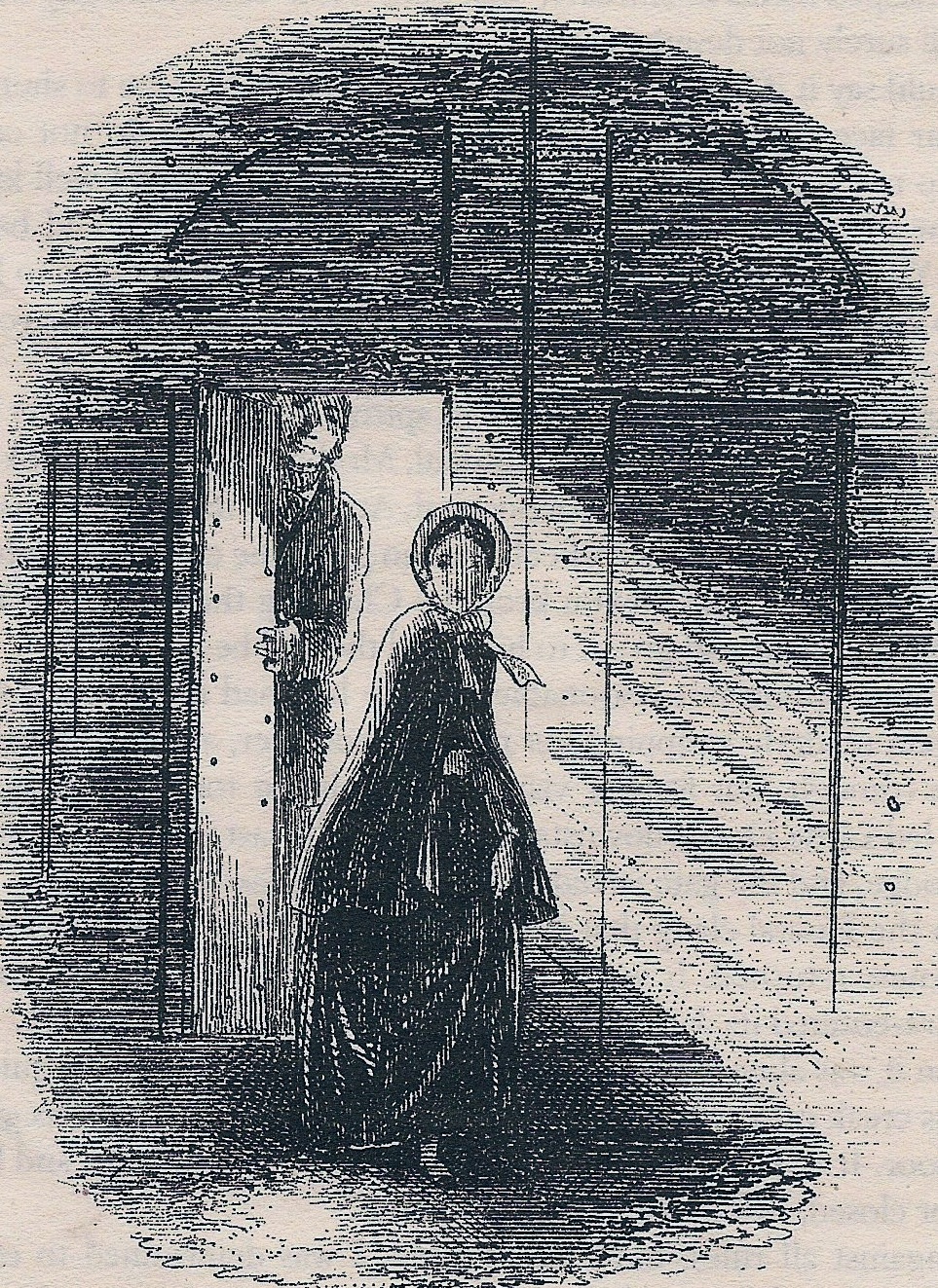
Эми возвращается в Маршалси, чтобы навестить Артура

Все говорят о предприятии Мердла, вкладывают деньги. Панкс убеждает Артура вложиться. Мердлу все поклоняются, как воплощению богатства. Вскоре он кончает жизнь самоубийством, все кто вложил в его предприятие деньги — Дорриты, Панкс, Артур Кленнем — становятся банкротами. Артура за долги арестовывают и заключают в Маршалси. Дойс уезжает за границу, где успешно работает инженером. В тюрьме Джон ухаживает за Артуром и впервые открывает ему глаза на то, что Крошка Доррит любит его. Приезжает Эми и ухаживает за Артуром, тюрьма его угнетает и он заболевает. Панкс и Кавалетто находят Бландуа.
Риго вновь навещает миссис Кленнем и требует денег, угрожая, что в противном случае он раскроет Артуру тайну его рождения. Оказывается, отец Артура был безвольным человеком, дядя женил его на властной женщине. Когда она узнала, что у неё есть соперница, стала мстить и отобрала у неё ребёнка — Артура. Но дядя в приписке к завещанию оставил деньги ей или младшей дочери или племяннице её покровителя (а это Фредерик Доррит, то есть деньги должны были достаться Эми). Миссис Кленнем скрыла это, они с Иеремией хотели сжечь приписку, но он её спас, передал своему брату-близнецу, а от того она попала к Риго. Сейчас пакет с копиями документов у Крошки Доррит, и если миссис Кленнем не заплатит, она и Артур все узнают. Но денег нет, и миссис Кленнем сама как безумная устремляется в тюрьму. Она все открывает Эми, но просит не говорить Артуру до её смерти, Эми обещает сохранить тайну. Они возвращаются в мрачный дом, который рушится на их глазах, погребая под собой Бландуа. Флинтвинч бежит из дома с дорогими вещами. Миссис Кленнем падает замертво. Эми сжигает завещание. При содействии Дойса Артур выходит на свободу. Эми Доррит и Артур Кленнем женятся.

## Персонажи

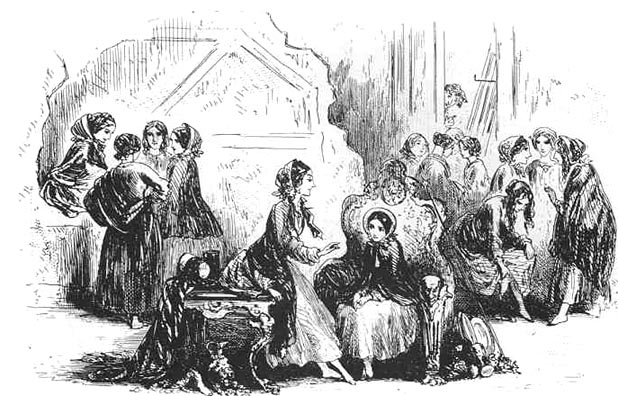
Эми и Фанни Доррит

- Эми «Крошка» Доррит (англ. Amy «Little» Dorrit) — главная героиня романа, дочь Уильяма Доррита. Её мать умерла, когда ей было 8 лет. Всё своё детство она провела в тюрьме Маршалси, вместе со старшим братом и сестрой, из-за чего получила прозвище «Дитя Маршалси». В тринадцать она обучилась грамоте и счёту, позже научилась шить. На момент повествования ей 21 год, однако внешностью она напоминает ребёнка — невысокая, хрупкая. Окружающие часто принимают её за маленькую девочку. Так возникло и укрепилось за ней прозвище «Крошка Доррит». Эми Доррит заметно отличается от сестры и брата. Она скромна, трудолюбива, самоотверженна: готова и способна отдавать все силы ради других. В первой книге романа, в главе седьмой — «Дитя Маршалси», Диккенс разъясняет тайну её внутреннего облика и поведения. Оказывается, влияние крёстного отца, когда она была ещё ребёнком, оказалось сильнее влияния родного отца и тюремной среды[8].
- Уильям Доррит (англ. William Dorrit) — отец Эми, Фанни и Эдуарда Дорритов, заключённый долговой тюрьмы Маршалси в первой книге и состоятельный джентльмен во второй. Попал в тюрьму тридцать лет назад из-за больших долгов. Всё началось с того, что он вступил компаньоном и инвестировал свои средства в сомнительное предприятие, которое вскоре прогорело. На мистере Доррите повисли долги фирмы, и его осудили на неопределённый срок. Тогда это был тихий застенчивый человек. Его жена регулярно навещала мужа вместе с трёхлетним сыном и двухгодовалой дочкой. Расследование дела не продвигалось, а финансовые дела семьи всё ухудшались. Вскоре семье должника пришлось переселиться к мужу в тюрьму. В одной из тюремных камер у него родилась дочь Эми. Спустя восемь лет жена Уильяма умерла от болезни. Муж тяжело пережил смерть жены. После многочисленных попыток распутать дело мистера Доррита все, включая его самого, потеряли надежду на освобождение. Другие заключённые приходили и уходили, но он не покидал тюрьму уже тридцать лет и стал самым старым её заключённым. У всех новичков вошло в обычай представляться мистеру Дорриту и перед выходом на свободу подсовывать под дверь письмо с вложением от полукроны до двух крон. Постепенно за ним закрепилось уважительно прозвище «Отец Маршалси». Уильяму свойственны такие пороки как надменность и беспечное самолюбие. Даже в тюрьме он продолжает чваниться, делая вид, что он - значительная и высокопоставленная персона, милостивый брат и заботливый отец. Однако и его жалкая и неприглядная на первый взгляд жизнь не лишена глубокого драматизма, например, когда он обращается к избранному обществу  со скандальной речью в роли Отца Маршалси[8].
- Фанни Доррит (англ. Fanny Dorrit) — старшая сестра Эми, жена Эдмунда Спарклера. Обладает теми же или почти теми же характерными психологическими чертами, что и отец. Она высокомерна, чванлива, для неё внешний престиж превыше всего. Всё же она глубже, чем отец, способна испытывать стыд и угрызения совести. В такие минуты она заливается слезами, но всё-таки не умиляется собой. Для неё характерно, переживая душевный конфликт и понимая своё бессилие в его разрешении, испытывать истерическое раздражение и желание умереть. До получения наследства работала танцовщицей.
- Эдуард «Тип» Доррит (англ. Edward «Tip» Dorrit) — старший брат Эми и Фанни, бездельник, последовательно отразивший в своём поведении отцовскую беспечность и беззаботность. Он не способен ни к какому систематическому занятию: за что бы он ни брался, всё ему быстро надоедает, от всякого начатого дела он быстро устаёт и тут же бросает его.
- Фредерик Доррит (англ. Frederick Dorrit ) — бедный старый музыкант, страдающий старческим маразмом, старший брат Уильяма. Больше всех в семье любит Эми Доррит, всячески пытается заботиться о ней. Умирает сразу вслед за братом.
- Артур Кленнем (англ. Arthur Clennam) — незаконнорождённый сын своего отца. В начале романа представлен как сорокалетний мужчина, пытающийся выяснить правду о смерти отца. После знакомства с Эми Доррит заинтересовывается персоной Уильяма Доррита, нанимает для него адвоката и добивается его освобождения из тюрьмы. Банкротство мистера Мердла приводит к его заключению в долговой тюрьме Маршалси. Эми навещает его несколько раз, а когда тот освобождается, они женятся.
- Миссис Кленнем (англ. Mrs Clennam) — жестокая и властная женщина, холодная мать. В конце романа выясняется, что она не родная мать Артуру. Из-за болезней и старости прикована к инвалидному креслу, но под влиянием эмоций или «божьего провидения» обретает силы для личного визита в Маршалси и попыток избежать разоблачения перед Артуром.
- Мистер Мердл (англ. Mr Merdle) — финансовый аферист, долгое время считавшийся всеми гением экономики. Его банкротство привело к финансовому разорению тысяч вкладчиков. Испугавшись заключения, покончил с собой при помощи ножа.
- Флора Финчинг (англ. Flora Finching) — бывшая невеста Артура Кленнема. В молодости описывается как привлекательная стройная девушка, однако после разрыва отношений с Артуром и его отъезда в Китай Флора перестала за собой следить, располнела и отдалилась от общества. Некоторое время поддерживает отношения с Эми, оказывая ей финансовую помощь.
- Мегги (англ. Maggy) — близкая подруга Эми Доррит, страдает от психического расстройства, приведшего к умственной отсталости. Автор пишет, что ей 28 лет, однако описывает как «ребенка с большими руками, ногами, глазами и без волос» (англ. She was about eight-and-twenty, with large bones, large features, large feet and hands, large eyes and no hair).
- Риго Бландуа (англ. Rigaud Blandois) — главный антагонист всей книги. В первой главе романа представлен как заключённый Марсельской тюрьмы, ожидающий предположительно смертной казни за убийство жены, но чудом избежавший наказания из-за недостатка доказательств и благодаря природному таланту софистики. Чтобы избежать расправы местными жителями, несогласными с решением суда, Риго Бландуа под покровом ночи сбегает из Марселя и направляется в Лондон. По пути он встречает брата Флинтвинча и совершенно случайно получает компрометирующие миссис Кленнем бумаги, которые и становятся основной «деловой» целью визита Бландуа в Лондон. Во время очередного визита за деньгами дом миссис Кленнем разрушается и Риго гибнет под его обломками.
- Жан-Батист Кавалетто (англ. John Baptist Cavalletto) — бывший контрабандист и сокамерник Риго Бландуа. После освобождения уезжает в Лондон, где знакомится с Артуром и становится на путь исправления.

## История создания

### Предпосылки и прототипы
Работе над «Крошкой Доррит» предшествовал обычный в творчестве Диккенса период смятения и душевной тревоги. Уже в октябре 1854 года им «овладело неотвязное желание уехать совсем одному и начать новую книгу где-нибудь в недосягаемой дали, в Пиренеях или на одной из снежных вершин Швейцарии, в каком-нибудь диковинном монастыре». В мае он дошёл до такого состояния, когда всё время куда-то тянет, все нё ладится и нет ни минуты покоя — когда, одним словом, пора начинать новую книгу. В письмах этого периода он пишет, что «не уверен в себе, как Макбет, космат, и оборван, как Тимон и путается в мыслях, как Бедный Том». 

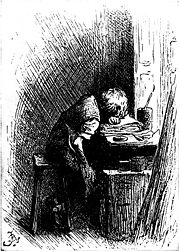
Чарльз Диккенс после дня работы на фабрике ваксы. Иллюстрация Фреда Бернарда

Один из центральных образов романа — образ долговой тюрьмы Маршалси — Диккенс изобразил, опираясь на личные впечатления и переживания. В его жизни было время, когда он мальчиком посещал Маршалси, в одной из камер которой был заключён его отец. Диккенс не любил вспоминать об этом периоде жизни, и впоследствии, рассказывая о себе, забывал о нём, делая пропуск:

Я родился седьмого февраля 1812 в Портсмуте, английском портовом городе… Отец мой по долгу службы — он числился в расчётной части Адмиралтейства — был вынужден время от времени менять место жительства, и таким образом я двухлетним ребёнком попал в Лондон, а шести лет переехал в другой портовый город, Чатам, где прожил несколько лет, после чего снова вернулся в Лондон вместе со своими родителями и полудюжиной братьев и сестер, среди которых я был вторым. Своё образование я начал кое-как и без всякой системы у некоего священника в Чатаме, а закончил в хорошей лондонской школе, — длилось оно недолго, так как отец мой был небогат, и мне рано пришлось вступить в жизнь. Своё знакомство с жизнью я начал в конторе юриста, и надо сказать, что она показалась мне довольно убогой и скучной…

Однако Диккенс «вступил в жизнь» ещё до того, как попал в контору юриста. Это произошло, когда Диккенс-старший попал за долги в Маршалси. Единственным средством существования семьи осталась небольшая пенсия, которую он получал, потеряв место на службе. Видя нищету Диккенсов, один из их родственников — Джордж Ламберт — предложил взять Чарльза к себе в работники с платой шесть шиллингов в неделю. Он должен был работать в сыром подвальном этаже вместе с двумя другими мальчиками и несколькими взрослыми рабочими. Его обязанность состояла в том, чтобы навёртывать бумажки на банки с ваксой и наклеивать на них ярлыки. Много лет спустя Диккенс рассказывал:

Я удивляюсь, как это никто не сжалился надо мной, хотя все признавали, что я мальчик способный, впечатлительный, живо чувствовавший всякое физическое или нравственное оскорбление. Отец и мама так обрадовались моему поступлению к Джорджу Ламберту, точно я в двадцать лет окончил с отличием курс грамматической школы и перехожу в Кембриджский университет.

Денежные дела Диккенсов не поправлялись, и им пришлось перебраться к мужу в тюрьму. Чарльза поместили на квартиру к одной бедной женщине, державшей пансионеров. Впоследствии она послужила прототипом миссис Пипчинс в романе «Домби и сын» (1846—1848).
Всё это нашло отражение в его произведениях и с наибольшей отчётливостью в романах «Приключения Оливера Твиста», «Домби и сын», «Дэвид Копперфильд» и «Крошка Доррит». Когда Диккенс писал, его память о лично пережитом в ранние годы, об обидах и унижениях не смирялась перед представлениями о социальном престиже, согласно которому человек ценился не по личному достоинству, а по положению в обществе.
Многие лица, явления и события в романе Диккенса кажутся фантастическими, но они вполне правдиво отражают изображённую в них действительность. Например, трудности, с которыми столкнулся Дэниэл Дойс при попытке запатентовать своё изобретение, действительно существовали в Англии той эпохи. Для закрепления патента было необходимо скрепить его печатью, чему предшествовало 30 независимых операций, третья часть которых дважды требовала подписи монарха. Даже крушение дома миссис Кленнем явно навеяно реальным происшествием, когда обрушились дома на Тоттенхем-роуд, о чём в своё время сообщалось в газетах.

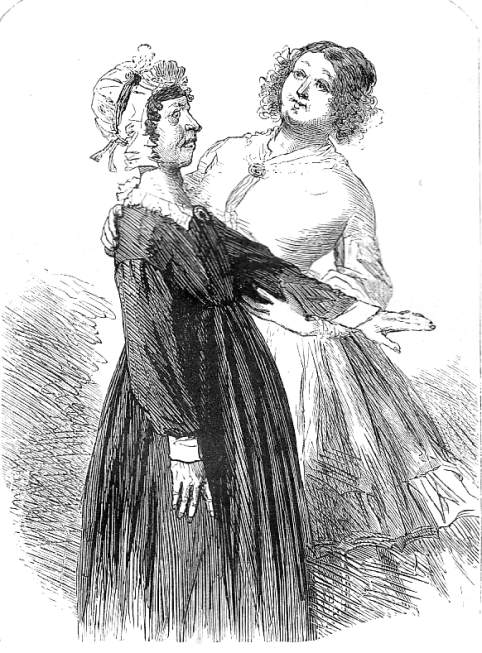
Флора Финчинг и тётушка мистера Ф.

Прототипом образа Флоры Финчинг послужила возлюбленная Диккенса Мария Биднел — дочь состоятельного банковского клерка. Их роман продолжался лишь два года и закончился из-за социального неравенства, поскольку семейство Биднел принадлежало к самой обеспеченной части английской буржуазии. Повторно встретились они лишь через много лет. Диккенс, как и главный герой романа Артур Кленнем, нашёл свою бывшую возлюбленную толстой, глупой и скучной. Ранее она послужила прообразом Доры из романа «Дэвид Копперфильд» (1849—1850).
Ключевые фигуры и явления в романе Диккенса реакционны и недемократичны. К примеру, в образе Огастеса Чваннинга отразилось отношение Диккенса к герцогу Веллингтону, известному своей жесткостью по отношению к парламентской реформе 1832 года и нескрываемой неприязнью к чартистам. Другой персонаж романа, Джон Полип, размышляет об «умиротворении черни» совершенно в духе известного политика середины 1850-х годов лорда Джона Рассела. Коалиция Полипа и Чваннинга, по мнению исследователей, очень напоминает знаменитый «союз» Рассела и Грея в 1830-х годах и коалицию того же Рассела и лорда Абердина в 1852—1855 годах. В образе лорда Децимуса угадываются сатирические намёки на лорда Пальмерстона, ставшего премьер-министром Великобритании в январе 1855 года и активно выступавшего против административных реформ, необходимость которых остро обнаружилась во время Крымской войны. Прототипом финансиста-мошенника Мердла вполне мог послужить реальный аферист Джон Сэдлер. Чарльз Диккенс стал очевидцем внезапного банкротства ирландского Банка Типперэри в феврале 1856 года. Лондонская банкирская контора по неизвестным причинам неожиданно оказалась оплачивать сертификаты банка Типперэри. Через несколько дней началась паника и пронеслась весть, что один из директоров банка, член парламента Джон Седлер, покончил с собой в ванне, отравившись синильной кислотой. Перед смертью он отправил другому директору, своему брату Джеймсу, письмо, в котором сообщил, что в крахе банка виновен он один. Вскоре выяснилось, что Джон Седлер начал изымать активы банка за полтора года до катастрофы.
Образ Генри Гоуэна списан Диккенсом с Уильяма Теккерея — английского писателя-реалиста — и введён в повествование с целью выразить отношение автора к последнему. Подобно прототипу, Гоуэн постоянно противоречит самому себе, например, рассуждая о жизни то с холодным цинизмом, то с воодушевлением:
Большинство людей, так или иначе, разочарованы в жизни, и это даёт себя знать. И всё-таки мы живем в симпатичнейшем мире, и я люблю его всей душой. Лучший из миров, ей-богу!.. А моя профессия и подавно — лучшая из профессий, и точка!
В будущем, распознав в этом персонаже своё сатирическое изображение, Уильям Теккерей отомстил Диккенсу, раскритиковав его новую книгу.
Роман создавался в разгар Крымской войны, и специфика времени также отразилась в произведении, действие которого происходит в 1820 годы. Особенно это ощущается в антибюрократическом пафосе произведения. Война, осада и взятие Севастополя дорого обошлись народу Англии. Диккенс, который сначала высказывался в поддержку войны, во многом из-за ненависти к тирании, воплощением которой была императорская Россия, вскоре в войне разочаровался. Он убедился в бессмысленности кровавой Крымской кампании, и, разумеется, боялся военного поражения, которое, как он считал, может вызвать в стране революцию. В ходе войны обнаружилась техническая и тактическая неподготовленность английских войск, явившаяся следствием хищений командования и дезорганизации государственного и военного управления. Бездействие Парламента чрезвычайно возмущало Диккенса. В письмах и романах он неоднократно высказывал своё мнение по этому поводу. 25 января 1854 года в письме Роберту Роулинсону Чарльз Диккенс писал:

…Что касается Парламента, то там так много говорят и так мало делают, что из всех связанных с ним церемоний самой интересной показалась мне та, которую (без всякой помпы) выполнил один-единственный человек и которая заключалась в том, что он прибрал помещение, запер дверь и положил в карман ключи…

Горечь, гнев, негодование Диккенса по этому поводу и создали сатирический образ Министерства Волокиты.
Злоупотребления и хищения, которые допустило английское военное командование в годы Крымской войны, не удалось замолчать. Война ещё не закончилась, а парламент уже начал следственное разбирательство дел о хищении. В 1856 году была сформирована Следственная Комиссия по поставкам британской армии в Крыму (англ. Commission of Inquiry into Supplies of the British Army in the Crimea). Судебный процесс стал известен в обществе как «разбирательство в Челси», в результате которого были раскрыты многочисленные преступления, как со стороны правительства, так и со стороны армии. Диккенс упоминал это дело в предисловии к «Крошке Доррит»:

…не говоря уже о том незначительном обстоятельстве, что столь бесцеремонное нарушение приличий было допущено мной в дни войны с Россией и судебного разбирательства в Челси…

«Варварская страна», куда от безысходности отправился не нашедший в Англии применения своим изобретениям инженер Дэниел Дойс, — Россия, остро нуждавшаяся в те времена в технологическом прорыве.

### Процесс написания
Диккенс начал работать над романом в мае 1855 года, находясь в это время в Париже с Уилки Коллинзом, и писал его в течение двух лет. Первоначально он планировал назвать книгу «Никто не виноват» (англ Nobody is to blame). Её главным героем должен был стать человек, неосознанно приносящий всем несчастья. При каждой новой беде он восклицал бы: «Ну, знаете, по крайней мере, хорошо то, что никого нельзя обвинить!». Однако, после четвёртого выпуска, Диккенс отказался от этого плана и переделал начало.
До этого ни один из романов не давался ему с таким трудом, не требовал такого количества переписок и исправлений. По сохранившимся черновым тетрадям Диккенса видна разница между страницами «Дэвида Копперфильда» и «Крошки Доррит». Если в первом из них мысли и образы легко укладываются на бумагу и нисколько не затрудняют автора, то во втором обнаруживается мучительный поиск выражений для иллюстрирования характера и положения действующих лиц. Процесс творческой работы становился для автора всё затруднительней. Биографы отмечают небывалое до того времени в творческой практике писателя нововведение: памятную книжку, в которую он заносил различные факты. Здесь можно найти наброски, касающиеся Полипов, Кленнема, смерти мистера Доррита. Сам Диккенс осознавал ослабление своей писательской силы. В письмах этого времени он говорил о том, что его писательская деятельность подходит к концу и жаловался, что никогда не вернуть ему прежней свежести мысли, плодовитости воображения.

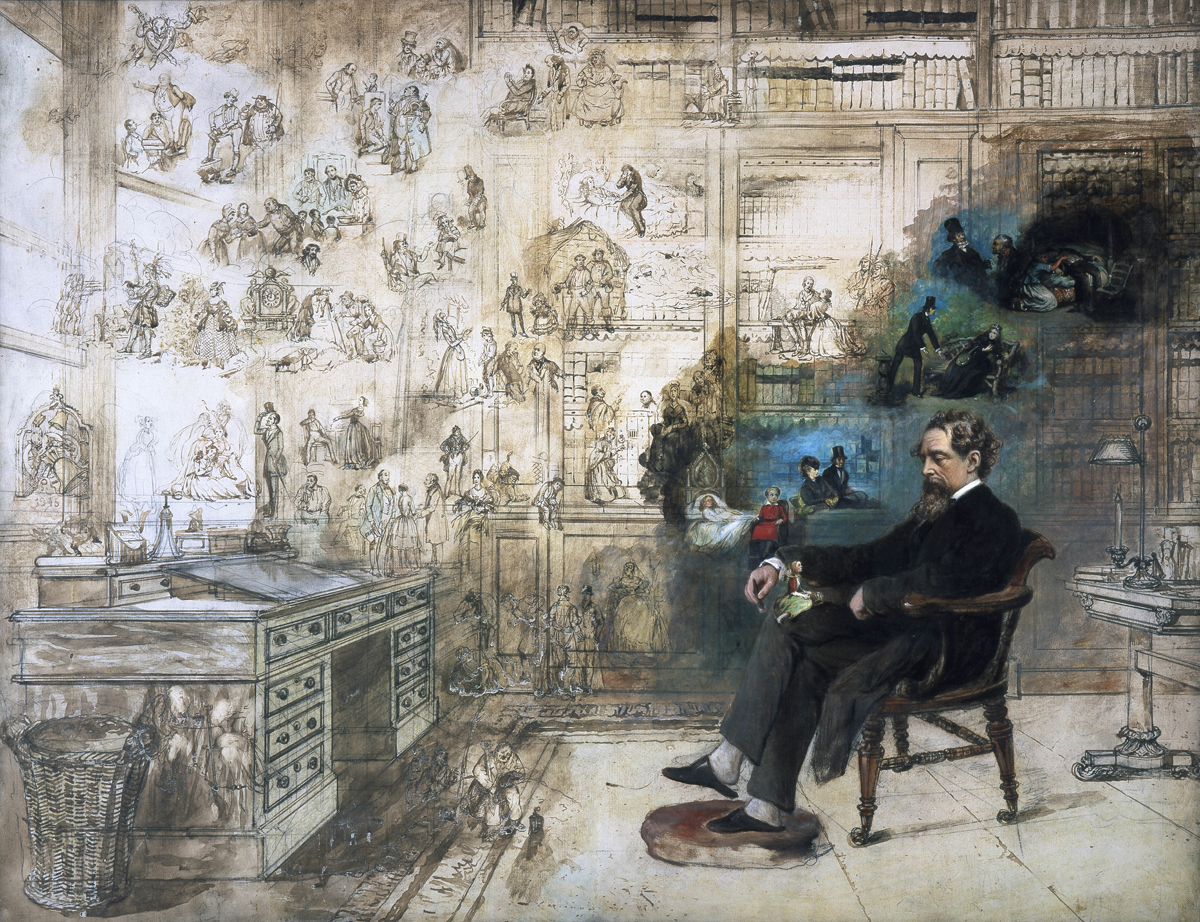
Диккенс воображает героев своего нового романа. Картина 1875 года

Чтобы заглушить это мучительное осознание, Диккенс брался за устройство театральных представлений, за участие в политических митингах и разных благотворительных собраниях, за публичное чтение своих произведений в пользу разных обществ и учреждений. Однако читатели не замечали этой перемены. «Крошка Доррит» расходилась в огромном количестве экземпляров. Всеобщий интерес привлекало семейство Дорритов, а министерство Волокиты рассматривалось как едкое сатиричное изображение английского правительства.
Время от времени заботы о журнале «Домашние чтение» призывали его в Лондон. Тогда им уже безраздельно завладел новый роман, и, начиная очередной выпуск, он каждый раз переживал «мучительнейшее состояние: через каждые пять минут я бегу вниз по лестнице, через каждые две — кидаюсь к окну и больше ничего не делаю… Я с головой ушёл в работу — то взлетаю, то падаю духом, то загораюсь, то гасну». Личные странности Диккенса, нередко выражавшиеся в самопроизвольном впадении в транс, подверженности видениям и испытанию состояния дежавю, проявлялись и во время написания «Крошки Доррит». Ему повсюду мерещился образ главной героини, все мысли были заняты одной ей. Она не покидала его даже во время морской прогулки — «вздымалась на волне, плавала в облаках, прилетала с ветром». Иногда он пробовал «спастись от вездесущий Эми бегством» :

образы этой книги впиваются мне в мозг, голова гудит, и я собираюсь, как говорится, разгрузить её, укрывшись в одном из тех незнакомых мне мест, куда меня в сих широтах заносит по ночам…

Ночами Диккенс гулял по городу, назначал и отменял свидания, мечтал отправиться куда-нибудь на пароходе, полететь на воздушном шаре. В компании стремился к уединению, а оставаясь один, томился по обществу.
Когда работа над романом близилась к концу, Диккенс захотел узнать, сохранилась ли тюрьма Маршалси до его дней. Прибыв на место, где она раньше была, он увидел, что на месте наружного двора располагается бакалейная лавка. Это заставило писателя предположить, что от тюрьмы ничего не осталось. Однако, бродя по одной из близлежащих улиц обозначенной как Энджел-Корт и ведущих к Бермодси, он вдруг очутился на Маршалси-Плейс и не только узнал в стоящих там домах бо́льшую часть строений тюрьмы, но также убедился, что целы те помещения, которые он мысленно видел перед собой при написании «Крошки Доррит». Рядом стоящий юноша подробно рассказал Диккенсу о прошлом этих мест. Указав на окно комнаты, где родилась Крошка Доррит и где столько лет прожил её отец, он спросил, кто там живёт теперь. Собеседник ответил: «Том Питик». Диккенс поинтересовался, кто такой Том Питик и услышал в ответ: «Джека Питика дядя». Пройдя немного дальше, он обнаружил старую невысокую стену, что шла вокруг тесной внутренней тюрьмы. Эту историю автор позже изложил в предисловии к первому полному изданию «Крошка Доррит».

### Иллюстрирование
Главным иллюстратором романа выступил Хэблот Браун, ранее работавший над рядом других романов Диккенса под псевдонимом Физ. Его часто затемнённые, почти чёрные рисунки не были оценены так же высоко, как иллюстрации предыдущих книг. Ф. Г. Киттон обращает внимание на то, что ни одна из его картин не подписана настоящим именем автора. Джейн Рэбб Коэн рассматривает это как признак «полного истощения» (англ. total exhaustion). Многие письма Диккенса к Хэболту свидетельствуют о том, что партнёры не могут найти взаимопонимания. Например, по поводу мистера Кленнема, которого Диккенс хочет видеть «всегда как можно более приятным и приветливым» (англ. as always agreeable and well-being as possible). Также он не одобряет изображения лорда Децимуса с вывернутыми руками. Диккенс пишет:"Он кажется мне снисходительным, а я хочу, чтобы он был твёрдым, непреклонным, не таким как простой смертный" (англ. It seems to me condescending, looks condescending; and I want him to be upright, stiff, unmixable with mere mortality). 10 февраля 1857 года Диккенс выразил сожаление по тому поводу, что набросок мистера Доррита перед смертью совсем не соответствует его ожиданиям — он находит его слишком комичным и требует более яркого и драматичного выражения чувств умирающего старика. С учётом всех этих критических замечаний удивительно, что Хэблот Браун был выбран в качестве иллюстратора только для одного следующего произведения — «Повести о двух городах».

### Первая публикация
После публикации романа «Холодный дом» (1851—1853) контракт Диккенса с издателями истёк. Публикация книги «Крошка Доррит» ознаменовала собой новый период в правовых отношениях между издательством и автором — как и раньше, издатель получал четвёртую часть прибыли от продажи тиража будущей книги, но эта сумма уже не подлежала снятию со счета ассоциации. По словам Фостера, в контракте был пункт, который страховал Диккенса от накладок. В результате этого процент прибыли, который предназначался издателю, понизился, а процент автора повысился — Диккенс получил самый большой доход за всю свою карьеру, а по договору с издательством «Брэдбери и Эванс» (англ. Bradbury and Evans) и того больше.
«Крошка Доррит», как и другие романы, Диккенса, по давнишней традиции английских издательств, выходили частями, ежемесячными выпусками, в журнале «Домашнее чтение». Первый выпуск романа появился в декабре 1855 года, последний — в июне 1857. В среднем тираж составлял 30 000 экземпляров. Первое полное издание появилось в 1857 году.
| Номер | Год  | Месяц    | Главы        |
| ----- | ---- | -------- | ------------ |
| 1     | 1855 | Декабрь  | I-IV         |
| 2     | 1856 | Январь   | V-VIII       |
| 3     | 1856 | Февраль  | IX-XI        |
| 4     | 1856 | Март     | XII-XIV      |
| 5     | 1856 | Апрель   | XV-XVIII     |
| 6     | 1856 | Май      | XIX-XXII     |
| 7     | 1856 | Июнь     | XXIII-XXV    |
| 8     | 1856 | Июль     | XXVI-XXIX    |
| 9     | 1856 | Август   | XXX-XXXII    |
| 10    | 1856 | Сентябрь | XXXIII-XXXVI |
| 11    | 1856 | Октябрь  | I-IV         |
| 12    | 1856 | Ноябрь   | V-VII        |
| 13    | 1856 | Декабрь  | VIII-XI      |
| 14    | 1857 | Январь   | XII-XIV      |
| 15    | 1857 | Февраль  | XV-XVIII     |
| 16    | 1857 | Март     | XIX-XXII     |
| 17    | 1857 | Апрель   | XXIII-XXVI   |
| 18    | 1857 | Май      | XXVII-XXIX   |
| 19    | 1857 | Июнь     | XXX-XXXIV    |

## Критика
После публикации роман был раскритикован современниками. В журнале «Fraser’s Magazine» писали, что «Крошка Доррит» худший роман Диккенса . Критики в основном осуждали книгу за отсутствие юмористической составляющий и чрезмерный пессимизм. Так, Джеймс Фицджеймс Стивенс писал в журнале «Эдинбургское обозрение» о том, что книга «ложь» и есть «зло в высшей степени» (in the highest degree mischievous). Даже Джон Форест, давний друг Диккенса, высказался о том, что новый роман трудно читать. Также Форест критиковал излишнее стремление автора создать всеобщую связь между персонажами и подчинить всё единому интересу повествования. Кроме того, многие наиболее важные события имеют сомнительное отношение к рассказу (история мисс Уайд и Тэттикорэм). Джордж Гиссинг объяснял это тем, что Диккенс «устал». Из-за сильно запутанной сюжетной линии, особенно относительно наследства, многие литераторы, например, Джон Уэйн, говорили о том, что не видят в книге законченного сюжета.
Сам Диккенс опровергал все обвинения в «преувеличении» и «фантастичности» по отношению к отдельным персонажам и всей книги в целом. В предисловии к «Крошке Доррит» он останавливается на своих воспоминаниях о Маршалси и говорит о героях романа как о реальных людях, которых чуть ли не могут припомнить тюремные старожилы. Такое «оживление» своих героев было характерно для творческого сознания писателя. Свой реализм (в широком смысле) сам Диккенс воспринимал как изображение реальных событий и людей.
«Blackwood’s Magazine» не нашёл для книги лучшего определения, чем «пустая болтовня». Когда эта статья случайно попалась на глаза Диккенсу в другом журнале, он «был так возмущён, что даже рассердился на собственную глупость». Уильям Теккерей заявил, что это «непроходимо глупая книга», «идиотская дребедень», но ему-то как раз подобное суждение простительно. Он один сумел догадаться, что Генри Гоуэн появился на свет лишь затем, чтобы выразить мнение автора о Теккерее.
«"Крошка Доррит" со стороны своей конструкции была более удачным и многообещающим произведением, чем «Домби и сын». Мастер Домби – это кукла; мистер Доррит же незабываемая фигура комедии в её наиболее трагическом аспекте и трагедии в её наиболее комической фазе»
В отличие от коллег, Бернард Шоу похвалил «Крошку Доррит», назвав роман «наиболее полной картиной английского общества XIX века, которая только может быть» (the most complete picture of English society in the XIX century in existence). Также он добавил, что последнее произведение Диккенса ещё более крамольно, чем «Капитал» Карла Маркса.
Сегодняшней популярностью среди работ Диккенса «Крошка Доррит» обязана американскому литературному критику Лайонелю Триллингу, который в предисловии к первому иллюстрированному изданию New Oxford обратил внимание на ряд достоинств книги. Лайонель отметил, что в «Крошке Доррит» показаны все пороки общества без излишнего драматизма, а тюрьма изображена совершенно неожиданно для того времени. Также писателю настолько понравился образ Эми Доррит, что он назвал её «Параклетом в женском теле» (Paraclete in female form).
Запутанность истории и отсутствие чёткого финала, за что современники осуждали роман, напротив, понравились русскому писателю Фёдору Михайловичу Достоевскому. Манеру такого интригующего изложения событий писатель перенял у Диккенса в своих поздних работах.

## Анализ произведения

### Тема и структура
Главная тема романа, по мнению Тамары Сильман, — это капиталистическое общество и его влияние на сферы жизни страны и отдельного человека. В связи с этими двумя аспектами — общая картина капитализма и его влияние на частную судьбу — в «Крошке Доррит» сочетаются две темы. Первая из них: изображение круговорота капиталистического с объективной точки зрения. Для этой цели используется фигура главного героя — Артура Кленнема. В какой-то определённый момент Кленнэм-наблюдатель оказывается включённым в движение механизма капиталистического общества. Артур задался благой целью — разобраться в сложнейших финансовых обстоятельствах, в которых, казалось, навсегда запуталось семейство Доррит. Поиски Кленнема приводят его в разнообразнейшие сферы жизни. Читатель совершает этот путь вместе с ним. Он начинается со зловещего дома миссис Кленнем, где Артур впервые встречает Эми Доррит. Отсюда — прямая дорога к Маршалси; здесь — первая остановка Кленнема являющаяся и остановкой для читателя: подробное описание тюрьмы, её обитателей, жизни старого Доррита, его самоотверженной дочери и всей семьи. Попутно в повествование вводятся другие персонажи — сестра и брат Эми, её дядя Фредерик и «приёмная дочь» Мэгги. Внезапно действия прекращаются — кончилась первая часть романа. Дорриты получили наследство — помимо Кленнема, благодаря Панксу. «Анализ» Кленнема ещё не завершён, он ещё не знает, кто являлся виновником первого разорения Дорритов. Но ещё не выясненные им законы и обстоятельства, оказывается, продолжили действовать — Дорриты снова богаты так же неожиданно и непонятно, как были разорены. Артур делает перерыв и читатель следует за Дорритами, чтобы заняться частной судьбой этого семейства.
Тут вступает в силу, хотя и присутствовала раньше, вторая тема романа — судьба отдельной семьи, попавшей под действие непонятных, необъяснимых законов капитализма, рассказанная с точки зрения субъективных переживаний её отдельных членов. С большей систематичностью, чем в «Холодном доме», но весьма сходно различные круги и аспекты переплетаются друг с другом. Одно и то же событие может иметь значение и для частной и для общей темы, одни и те же герои по очереди выступают то внутри одного, то внутри другого повествовательного круга. Однако вполне естественно, что вторая частная тема — история отдельной семьи — выступает в романе всё-таки как главная. Отсюда деление всего произведения в целом на две части: «Бедность» и «Богатство», отражающего два различных периода в истории Дорритов. Тем не менее, в преддверии книги также стоит богатство — относительное благополучие Дорритов до их заключения в тюрьму, — в то время как в эпилоге снова появляется бедность — разорение Фанни, Типа и самой Эми в результате неудачных спекуляций отца.
Таким образом, прибавив к двум центральным частям два обрамляющих их звена, получается формула: богатство — бедность — богатство — бедность, и так далее. Такова, по Диккенсу, формула человеческого существования в капиталистическом обществе, отражающая всю несправедливость и неверность судьбы человека при капитализме. Эта формула находит своё подтверждение и в судьбах других персонажей романа. Особенно показательна и символична здесь фигура богача Мердла, увлёкшего за собой в разорение тысячи людей. Более того — судьба самого мистера Кленнема складывается тоже в полном согласии с этой формулой
Итак, капиталистическая действительность в своём движении образует некий прочный круг, который так или иначе, с теми или иными поправками и отступлениями должны проходить все причастные к этой действительности люди. И совсем также как и в геометрическом круге, здесь нет ни начала, ни конца. Человек может включиться в его вращение в любой момент, как включился Артур, и в любой момент может быть выброшен из него. Таков общий ход вещей в мире, изображенном Диккенсом, лишенным справедливости и разумного смысла.
Загадочный дом миссис Кленнем одновременно входит в две системы — систему частных связей (семья Доррит — Кленнем) и общих. Он стоит в одном ряду с Министерством Волокиты и другими бесчеловечными буржуазными учреждениями, несущими ответственность за существующий порядок вещей, так как, подобно им, миссис Кленнем тоже является фигурой, исполненной глубокой социальной символики. Поэтому неверно было бы считать, что вся вина за существующий порядок вещей целиком возлагается автором на Министерство Волокиты и тому подобные бессмысленные учреждения, поставившие своим девизом «как не делать того что нужно». Правда, долю ответственности за существования такого мрачного места, как Подворья Кровоточащего сердца, где ютятся бедняки, автор возлагает на людей из Министерства Волокиты.
Однако показать, что существует группа бездельников-аристократов, а с другой стороны — бедняки и что первые виновны в несчастьях вторых — этого было бы недостаточно. Диккенс ставил перед собой целью описать сам процесс превращения массы людей в бедняков. Именно этой теме, собственно, и посвящён роман, если рассматривать его как историю гибели одной семьи в условиях капитализма. И, как её результат, два плана книги. Один — крупный план видимых признанных всеми, можно сказать, общественно-легализованных противоречий. Они очень просты, понятны и видны с первого взгляда. И в то же время они слишком общи. И второй — частный случай. Здесь всё гораздо менее понятно. Когда видны причины и результат когда люди берятся массами, когда их судьбы — это судьбы целых социальных групп, — тогда нет места сомнениям ни для кого, даже для самых участников этого соотношения. Если лорды из Министерства Волокиты прекрасно знают, за чей счет они существуют, кого обирают, кого притесняют, то тем более для большинства обитателей Подворья Кровоточащего сердца не секрет, кто их главные обидчики[прояснить]. Но как только происходит переход от общего плана к частным судьбам, картина немедленно запутывается. Начиная с того, что пострадавшая семья Доррит не имеет никакого представления о состоянии своих дел, о том, кто её кредиторы и, наконец, по чьей вине она столько лет томится в тюрьме.
Когда Кленнем пробует выяснить этот вопрос у старика Доррита, он сталкивается с полным непониманием и незнанием. Далее, к основному мотиву обнищания, экономического упадка здесь, в этой личной истории, примешиваются различные побочные мотивы, которые для других соучастников могут оказаться даже более существенными. Так, Кленнем, расследующий дело, вполне справедливо заподозрил мать в преступных деяниях. Однако он лишь подозревал о существовании корыстных мотивов. Конец романа приводит к иной разгадке: выясняется, что ненависть миссис Кленнем к Дорритам была для неё лично второстепенным обстоятельством, а что главной целью её жизни была месть матери Артура, который оказывается рождён в тайном браке с женщиной совсем другого воспитания, сделавшим её собственный незаконным. Однако ясно одно: непосредственная, прямая связь обидчиков с обиженными здесь запутана многообразием целей и индивидуальных стремлений персонажей.
Частный случай распадается на бесконечное число нитей, уводит к различным людям, сплетает всевозможные судьбы, смещает логические связи. В этом смысле Диккенс даёт читателю вполне диалектическое соотношение: простота закона, с одной стороны, и бесконечная трудность его конкретизации в отдельном факте, от которого, однако, в своё время этот закон был отвлечён, — с другой. Как раз здесь в повествование внедряется «готический» элемент. Появляются тайны, двойные имена, сны, намёки, предсказания и предчувствия. Даже в тех случаях, когда тайны могло бы и не быть, события всё же подаются в форме тайны. Таковы, например, вещие сны миссис Флинтвинч, которые, все до одного имеет разумное и рациональное объяснение, поскольку это вовсе не сны, а реальные факты, и только запуганная и забитая миссис Флинтвинч под угрозами супруга начинает верить, что всё виденное ею — игра воображения. Но атмосфера шорохов и шумов, привидений и двойников, в которой она живёт, её передник, вечно закинутый на голову, «чтобы не видеть духов», её ужас перед умниками (как она называет мистера Флинтвинча и миссис Кленнем) — всё это придает роману мрачный, «готический» колорит.
Интересен также образ Панкса — довольно типичного для Диккенса комического персонажа, для характеристики которого автором чаще всего используется внешнее (чрезвычайно преувеличенное) сходство с каким-либо предметом. Он включается в «историю Дорритов» и становится косвенным помощником Кленнема по разысканию обидчика. Ему принадлежит открытие наследства, вызволяющего Дорритов из тюрьмы, и с этого момента Панкс погружается в атмосферу тайн. В его руках появляется таинственная книжка, в которой он поминутно делает странные пометки. На Эми Панкс оказывает совершенно мистическое впечатление и ведёт он себя соответствующим образом: пробует гадать ей по руке, называет себя «цыганом, предсказателем будущего», пугает её тёмными намёками. Он поминутно попадается ей на пути, то на улице, то в тюрьме, то, наконец, в доме Кленнемов. Пусть в конце странные пометки Панкса будут расшифрованы как с адрес возможных кредиторов и обидчиков семьи Доррит, пусть необъяснимая манера поведения Панкса с Крошкой Доррит просто одна из его добродушных причуд, — видимость таинственного всё-таки создана и сохраняется до самого момента получения наследства. Таким образом, в «частном аспекте» повествования некоторые вещи приобретают особое, казалось бы, несвойственное им значение, и новые, не совсем рациональные закономерности начинают управлять событиями и людьми.
Во втором плане романа, в аспекте индивидуальных человеческих судеб, ещё сохраняются элементы «готического» осмысления мира. В более ранних произведениях Диккенса «готический» элемент символизировал злое начало в капиталистическом обществе. На него был возложен весь груз таинственности неопознанных закономерностей. Проблемный «Х» — законы и связи капиталистического общества — становилась «Х-сом» художественным, то есть «готическим» героем. Но уже тогда в творчестве Диккенса происходит процесс рационализации «готики». Особенно после такого романа, как «Тяжёлые времена», где основное зло капиталистического общества, его тайна расшифрована как эксплуатация и угнетение, не могло быть простого повторения старого, «готического» решение задачи.
В «Крошке Доррит» можно наблюдать уже осязаемые результаты такой рационализации тайны, применяемые к более широкому жизненному материалу. Романтической тайне в этой обобщённой картине мира отводится ещё более скромное, вернее ограниченное место, чем раньше. «Готический» элемент утратил своё грандиозное символическое значение — сфера его действий теперь ограничена перипетиями индивидуальной судьбы отдельных героев. Символы другого рода — Полипы, Мердл, «патриархи», иначе говоря, символы, наполненные неизмеримо более конкретным социальным содержанием, оттеснили «готику» на второстепенное место. «Готический» образ всё ещё живописно украшает роман Диккенса (например, Риго Бландуа появляется уже с первой главы), но и его значение, по сути, заметно сократилось.
Таким образом, закономерности современного капиталистического общества распределяются автором по следующим двум категориям:
1. Общие законы: они ясны и понятны, против них следует бороться, хотя окончательно, по мнению Диккенса, они не устранимы.
2. Частные закономерности индивидуальные судьбы, показанные с точки зрения переживающих эти судьбы индивидов. Они непонятны вообще, и первым делом самим этим людям.

Отец Доррит, попавший в тюрьму, не знает, по чьей вине он там оказался. Крошка Доррит инстинктивно боится всех людей, с какими она встречается вне стен Маршалси, так как это люди того мира, который отринул их от себя. Кленнем, добровольно взявший на себя расследование окутанного мраком дела, наталкивается на сплошные тайны. Таким образом, в романе показан не только общий закон капиталистического общества — существования богатства и безделья в одном лагере за счёт несправедливости и угнетения другом, но показаны также и различные формы восприятия этого закона — объективная и субъективная. Так, общий закон и общие соотношения изображаются автором объективно, хотя и в символической форме. Здесь присутствуют объективные результаты действий определённых закономерностей. Во втором случае, в истории отдельных судеб, всё изображено сквозь призму субъективных переживаний, индивидуальных догадок, сомнений, страхов. Здесь всё не только по существо более запутано и внерационально, чем в общей картине, но ещё сверх того окружено, так сказать зашифровано, «субъективными» тайнами, тайнами непонимания.

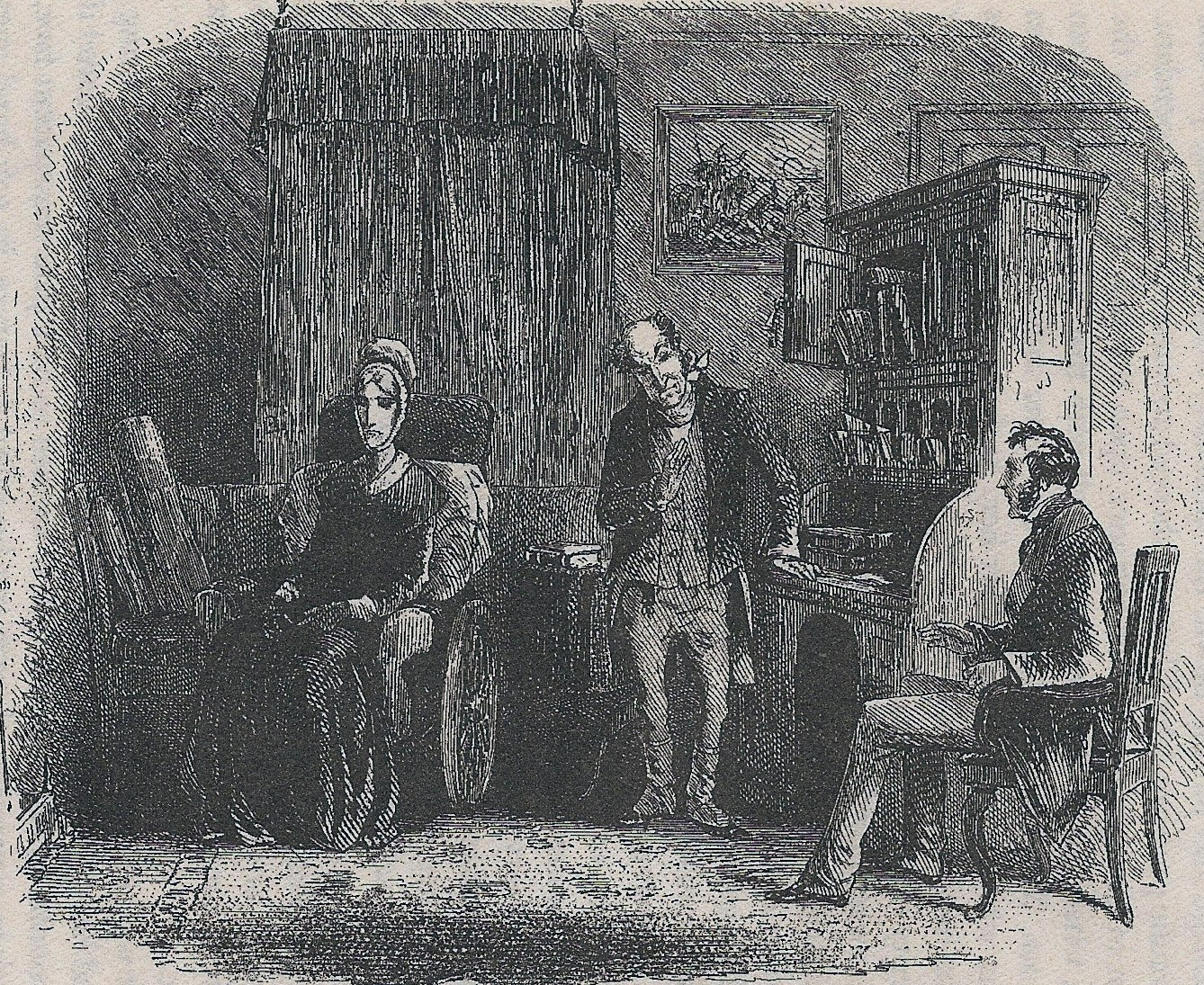
Артур Кленнем пытается выяснить у матери значение символов на часах отца

Сложнейшие хитросплетения судьбы миссис Кленнем и мать Артура с дядей Эми, и в то же время любовь Артура и Крошки Доррит, роль Риго, похищающего у брата Флинтвинча бумагу, касающуюся наследства Эми, в то же время его роль шпиона, нанятого мисс Уэйд в семье Гоуэнов и так далее — всё это усилено догадками, сомнениями, ошибками действующих лиц, их индивидуальной слепотой.
Повествование строится так, что многие события, которые могли бы пролить свет на происходящее, показаны именно сквозь завесу индивидуальных заблуждений. Наиболее разительный пример — сны миссис Флинтвинч, которая собственно видит всё, но, как и читатель, ничего не понимает. Поэтому преступление здесь долгое время не выходит наружу, вина не доказана, имена преступников не названы, и читатель в продолжение всего романа остаётся погружённым в атмосферу невысказанных опасений, страхов, намёков, догадок, не до конца осмысленных происшествий. Отсюда двойственный облик книги. С одной стороны полная рационализация, почти что аллегорическое изображение, сатира большого плана на государство, на способ управления, сухая, но чёткая с определённой типизацией действующих лиц, названных предпочтительно не по именам, а по своим функциям в государственном организме: Адвокатура, Церковь и т. п.
Аллегорическое толкование романа, вообще говоря, почти диктуется всем материалом произведения. Характерный пример такого толкования можно найти в книге английского исследователя Диккенса — Джексона. По его мнению, «Крошка Доррит» — это аллегория, истинное значение которой даже автор не смог до конца осознать. В Маршалси, где происходят действия первой книги, автор создает ощущения присутствия сострадания, мужества и доброты, а во второй части, когда герои попадают в «высшие общество», несмотря на богатства и роскошь, они встречают все низкие и презренные пороки. Узники, освобожденные из Маршалси, — отец и дети — понимают, что сменили одну тюрьму на другую, худшую. Они осознают, что хуже всего ад ортодоксальной теологии, которая сама превращает весь мир в тюрьму. Только когда богатство исчезает, и теология терпит крушение, арестанты получают возможность распоряжаться остатком жизни. С другой стороны — мир тайн и ужасов, мир лирики и любви. Здесь, в том тумане намёков и подозрений даже любовь высказывается не до конца. Отношения героев друг к другу, и без того сложные и запутанные, ещё более осложняются их взаимной скрытностью и сдержанностью.
Последние части книги подводят читателя к разгадке всех неясностей. Нельзя сказать, чтобы подводя своё повествование к развязке, автор сумел избегнуть различного рода натяжек и несообразностей. Наоборот, в «Крошке Доррит» их больше, чем где бы то ни было (сложнейшие выкладки Риго, миссис Кленнем, Иеремии Флинтвинча по поводу ящика, документов, утаённого наследства, происхождения Артура и т. п.). Но, во-первых, следует учитывать огромные трудности, стоявшие перед Диккенсом, который должен был «развязать» бесконечное число клубков запутаннейшей интриги. Во-вторых, несмотря на некоторую тяжеловесность развязки, внутренний смысл её совершенно ясен, поскольку благодаря ей все события оказываются освещёнными по-новому.
В конце «Крошки Доррит» целый ряд персонажей занят осмыслением самих себя и той области действительности, к которой они принадлежат. В лице жизнерадостного Фредерика Полипа, посетившего Клэннема в тюрьме, Министерство Волокиты тоже проделывает такого рода осмысление:

На то и существуем, чтобы нам не докучали и чтобы всё оставалось, как оно есть. В этом наше назначение. Разумеется, принято считать, будто наша цель совсем в другом, но это для проформы… взгляните с правильной точки зрения, и вы увидите официальных лиц, добросовестно исполняющих свои официальные обязанности. Это вроде игры в крикет на ограниченной площадке. Игроки посылают мячи государству, а мы их перехватываем на лету.

Однако всех постигающих себя героев объединяет общая черта — все они преклоняются и раболепствуют перед неким, хотя как выясняется фиктивным, содержанием, — перед символом денег, Мердлом345.
Здесь, в этом преклонении перед деньгами, в жажде наживы следует искать связующие нити не только между персонажами широкого обобщающего плана, но и между героями обоих планов — «общего» и «индивидуального». Вот, в конечном счёте, тот, что управляет всем в буржуазном мире в целом. То, что Адвокатура и Церковь производят в символичной форме — все эти обеды, церемонии, собеседование с мистером Мердлом, — то персонажами индивидуального плана проделывается в действительности: они просто вносят свои сбережения в предприятия Мердла и затем терпят крах. Более того, оба мрачных символа общего и частного плана — Мердл и Риго Бландуа — имеют одну и ту же разгадку. Оба они стихийные порождения денег, корыстолюбия, эгоизма, античеловеческого, хищнического начала буржуазного общества. Оба они завлекают невинных жертв. Они действуют различных областях по-разному. Мердл — абстрактный символ, почти что аллегория социально-экономического порядка. Риго — фигура авантюрно-мистическая романтичная, приспособленная для того, чтобы выражать содержание Мердла внутри «частной сферы» жизни347.

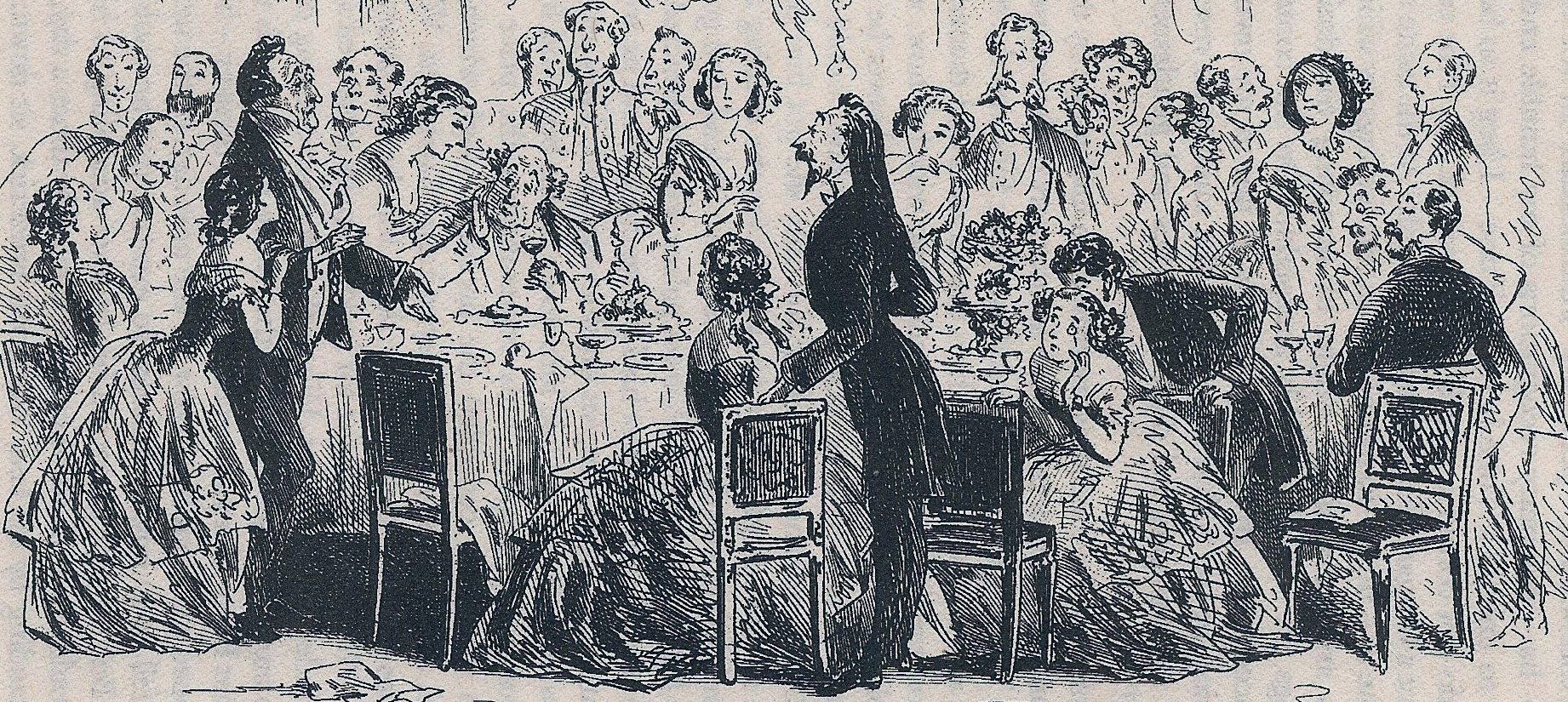
Неожиданная речь мистера Доррита на банкете

«Я продаю всё, что имеет цену, — говорит этот гражданин мира, неограниченный рамками какой-либо одной страны. — А чем живут ваши юристы, ваши политики, ваши интриганы, ваши биржевики?». И далее: «…Общество продаётся и продаёт меня, а я продаю общество». И Мердл, и Риго означают власть денег, жажду наживы, корысть и продажность как таковую, которая и составляет, по Диккенсу, основу капиталистического общества. Но образ Мердла обращён вовне, к официальной стороне буржуазной сферы, к государственной жизни капитализма. Поэтому его фигура до последней степени рационализована и освобождена от всяких субъективных и мистических наслоений. Риго, наоборот, соотнесён со сферой индивидуальных человеческих судеб, где ещё возможны тайны и ужасы, где процветают «готические» представления о действительности. Мердл в общем и рациональном плане значит то же самое, что Риго — в частном и иррациональном.
Разница между Мердлом и Риго — это разница двух этапов в мировоззрении Диккенса. То, что некогда символизировалось одним только героем «готического» плана, то сейчас раздвоилось на осознанное и неосознанное. Мердл — это результат осознания, «рационализации готики». Риго, который своим демоническим плащом мог бы окутать всё, оказывается жалким плутом, трусом, которому удалось навредить значительно меньше, чем он собирался. Риго убывает свою супругу из-за наследства, но это — в предыстории романа. По существу Риго не так страшен, как Мердл, по вине которого гибнут тысячи безобидных жертв, — хотя Мердл и более понятен и схематичен, как личность, носит обыкновенный пиджак, не умеет от смущения связать двух слов и страшно боится собственного дворецкого. Мердл просто заражает всех манией наживы и, по существу, приносит больше вреда и разрушений, чем Риго с его плащом и длинным носом. Оттого что «тайна капиталистического общества» приближается к своей разгадке, она не стала менее страшной, она просто, в лице скучного Мердла, утратила свою «живописность» и свои демонические атрибуты. Наоборот, она преуспевает в своём разрушительном действии, становясь чуть ли не единственным ведущим законом.
Как уже упоминалось, Артур Кленнем, положительный герой, жестоко наказан автором за то, что подобно другим соблазнился славой Мердла и внёс свои капиталы (и капиталы друга Даниила Дойса) в пресловутый банк. Он делает это по совету Панкса, который развивает в оправдание своей идее целую теорию. Однако логика сюжета показывает что Панкс, по мнению автора, ошибается, поскольку все, кто следовал его советам, потерпели поражение. Такова моральная установка романа. Поэтому единственной действительно положительной героиней является Крошка Доррит, для которой бедность показывается не несчастьем, наоборот, естественным состоянием.
Выше утверждалось, что круг «бедность — богатство — бедность» и т. д. неотвратим, неизбежен для всех героев романа. Но здесь необходима оговорка. Он неизбежен для тех, кто однажды вступил на этот путь, кто вздумал включиться во вращательное движение капиталистического механизма, а ведь есть ещё и другие пути, другие аспекты действительности, — и не будет неожиданностью, если сказать, что автор ищет спасение именно на этих боковых путях.
Символична картина концовки романа — вместо денег Артура Эми требует его любви, в то время как все окружающие их поступили наоборот. Отсюда идиллическая — утопическая концовка книги. И автор с миром отпускает их, решая проблему. Решает утопическим путём, «освобождая» своих героев от груза материального мира, заставляя их добровольно, в порядке морального самоотречения, признать себя нищими. Это — фантастический путь, так как сам автор на примере других своих романов показал читателю, до чего может довести бедность в условиях буржуазного общества. Но Диккенс здесь не ставит никаких вопросов: он попросту декларирует — и на этом оканчивает книгу. Такова вершина и одновременно таковы границы диккенсовского реализма. С одной стороны — грандиозная панорама капиталистической действительности, где с великой разоблачающей силой показаны церковь и государство, суды и тюрьмы, буржуазная семья и буржуазная школа, где читатель видит людей любых характеров и профессий от скромного клерка до государственного деятеля, рабочего и предпринимателя, миллионера и нищего, бедную швею и великосветскую леди, где показано, как одна дутая спекуляция тянет за собой в бездну миллионы жизней, где напрасно гибнут тысячи стремлений и талантов, подчиняясь бесчеловечному закону капиталистической конкуренции. А с другой стороны — одиночество человека, его затерянность в страшном мире, его попытку уйти вместе с таким же одиночеством, затерянным существом от жестоких противоречий реальной жизни. Сентиментальный утопизм искусственной «счастливой концовки» буржуазной литературы в сущности проникнут пессимизмом. Но в Диккенсе ещё сильна здоровая струя критического реализма XIX века, заставляющая ощущать всю искусственность его меланхоличной концовки, совершенно не снимающей высокого познавательного пафоса его произведения.

### Социально-политические символы
В «Крошке Доррит», как и в двух предыдущих романах семидесятых годов, обращают на себя внимание масштабные сатирические образы-символы. В романе «Холодный дом» (1853) это Канцелярский суд — рутинное заведение, составная часть государственной и социальной системы и символ того, во что превратилась эта система. В «Тяжёлых временах» (1854) это город Коктаун, место действия романа. Его реальным прототипом является Манчестер — символ промышленной Англии. На всем облике города лежит печать бездуховности, он выстроен по удручающему трафарету, так что «тюрьму нельзя отличить от больницы». Этот бездушный трафарет — следствие утилитарного подхода к жизни, господство принципа голого расчёта и выгоды: ничто в Коктауне не радует глаза, обстановка подавляет чувство прекрасного чувство красоты и живую фантазию. Томас Карлейль однажды высказался на эту тему, заметив, что Диккенс «больше боится всякого рода социальных институтов, чем людей» (англ. more afraid of all kinds of social institutions than people).

#### Министерство Волокиты

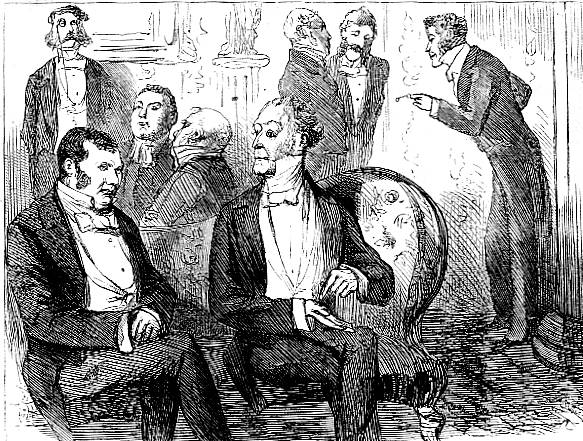
Представители Полипов и Чванингов на приёме у мистера Мердла

В «Крошке Доррит» масштабный обличительный образ-символ — Министерство Волокиты (англ. Circumlocution Office) (в других версиях перевода — Министерство Околичностей, Министерство Многословия) — воплощение бюрократизма и коррупции в высших эшелонах власти. Это государственное учреждение охватывает все сферы жизни страны и оказывает непосредственное влияние на судьбы всех героев романа, будучи самым важным учреждением в государстве. Ни одно общественное мероприятие не может осуществиться не будучи одобренным им. Главный принцип Министерства — не делать того, что следует делать — неукоснительно соблюдается:
Как только выяснялось, что нужно что-то сделать, Министерство Волокиты раньше всех других государственных учреждений изыскивало способ не делать того, что нужно
Один из выразительных примеров пагубного действия этого принципа — отношение Министерства Волокиты к Даниэлу Дойсу, талантливому изобретателю. Его настойчивые и упорные усилия применить своё изобретение в полезном для Родины деле не приносят результатов, сталкиваясь с полнейшим безразличием со стороны чиновников Министерства. Чиновничье общество Министерства Волокиты составляют две семьи — Полипы и Чванинги, все поколения которых, сменяясь, неизменно служат в этой организации. Работники относятся к своим обязанностям крайне пренебрежительно: не желая брать на себя ответственность за решение того или иного дела, постоянно отсылают их в другие департаменты и отделы. Из-за этого на разбирательство уходит столько времени, что самое дело теряет смысл.
В руках представителей этих «влиятельных семейств» сосредоточена власть, они вершат судьбу государства. Бесчисленные и безликие, но всесильные Полипы тормозят всякое движение вперёд, они тянут государство к упадку, прекрасно понимая, что Министерство Волокиты, в котором им принадлежат тёплые места, «есть лишь хитроумное приспособление для того, чтобы разными политическими и дипломатическими уловками помогать жирным обороняться против тощих». Диккенс подчеркивает многочисленность Полипов и Чванингов: Децимус Тит Полип и Полип-младший, Уильям Полип и миссис Тит Полип, урождённая Чванинг, Тюдор Чванинг и целый выводок менее известных парламентских Полипов — все они удручающе похожи друг на друга. Правда, некоторые из Полипов заслуживают особую известность весьма «полезными» изобретениями. Сущность одно из них выражена в словах: «…если Полипу предлагали в парламенте вопрос, он отвечал на другой вопрос». Этот приём оказал огромные услуги и доставил изобретателю почётное положение в Министерстве Волокиты. Другой весьма сообразительный молодой Полип «пристроился в министерство на секретарскую должность, надеясь поживиться малым, пока не пришло время для большего». И, как и другие Полипы, обосновавшись в Министерстве Волокиты, преуспел, ничего не делая. Чванинги и Полипы многочисленны и едины в своём стремлении бездействовать и умерщвлять всё живое. Полная никчёмность Полипов и Чванингов — это никчёмность отживших представителей английской аристократии. Традиции, за которые крепко держатся эти Полипы, — традиции «старой» Великобритании.
Стремясь подчеркнуть ничтожество членов привилегированного общества, Диккенс лишает их какой-либо индивидуальности, а в ряде случаев даже не наделяет именами. Так, одна из представительниц общества названа просто «Бюстом». Её призвание заключается в ношении драгоценностей — и с этой обязанностью «Бюст» великолепно справляется.
Писатель распространяет свою сатиру и на тех, кто мирится с существованием отживших традиций и господством Полипов и полагает, что Министерство Волокиты — «учреждение, которым само небо даровало делать всё, что ему вздумается». Главы романа, посвящённые Полипам, — гневный и острый памфлет. В его создатели трудно узнать автора «Посмертных записок Пиквикского клуба». Горечь и острота сатиры писателя в большей мере обусловливалась его тревожными мыслями о будущем. В одном из своих писем этого времени Диккенс писал, что его страшит «чертовское пожарище», которое может вспыхнуть в стране в любой момент, спровоцированное «очередным проявлением аристократической наглядности».
В романе часто упоминается корабль, облеплённый полипами и идущий ко дну. Скорее всего, это образ Англии — морской державы, а также всего общества, пороки которого увлекают людей в социальную пропасть.
Для лучшего понимания атмосферы заведения, Диккенс при описании погоды близ Министерства использовал такие эпитеты как «промозглый», «серый» и «грязный». Для изображения дома представителя Министерства Тита Полипа использовались следующие выражения: «…неудобный, с покосившимся парадным крыльцом, немытыми тусклыми оконцами и тёмным двориком…»; «…если говорить о запахах, то дом был точно бутылка с крепким настоем навоза, и лакей, отворявший Артуру дверь, словно вышиб из бутылки пробку».

#### Тюрьма и власть

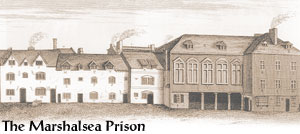
Долговая тюрьма Маршалси

Главное олицетворение тюрьмы в «Крошке Доррит» — это долговая тюрьма Маршалси. Она дважды становится центром событий книги: сначала как место заключения Уильяма Доррита, затем — по сути спасшего его Артура Кленнема. Тюрьма выступает в качестве силы, которая деспотично вмешивается в личную жизнь героев, делает её публичной, выносит на всеобщее обсуждение. Она рисуется Диккенсом как нечто принципиально анти-индивидуальное, обостряющее личность, отрицающее идею самостоятельности человека, его права на частную жизнь. Образ тюрьмы в «Крошке Доррит» достигает по ходу повествования высокого уровня обобщения, распространяясь на весь мир, в результате чего возникает ощущение воплощения всего окружения как тюрьмы. Вся сюжетно-композиционная структура книги подчинена этой идее. Роман открывается тюремными сценами: камерой с Риго и Кавалето, а также карантином, куда попало семейство Миглзов и Артур Кленнэм, возвращаясь на родину.
Наиболее ощутимо развитие этого символа в сюжетной линии мистера Доррита и его семьи. Тюрьма приобретает значение психологического давления обстоятельствами, приводящими к нравственной порче. Это «свойство» впервые проявляется, когда описывается постепенное изменение характера мистера Доррита в тюрьме. После слов доктора, утверждавшего, что тюрьма охраняет от неприятностей внешнего мира, автор говорит о мистере Доррите:
Должник, надо сказать, был человеком совсем иного склада, нежели доктор; однако он уже начал движение по кругу, которое, хотя и с другой стороны, должно было привести его в ту же точку
Движение по кругу в одну и ту же точку (англ. travel, by his opposite segment of the circle to the same point) роднит мистера Доррита с узниками Марсельской тюрьмы (мистер Батист, совершая своё путешествие, тоже как бы очерчивает круг), повторяются также образы замкнутого пространства (англ. in lock, locked up), ключа (англ. the key). Роковое движение по кругу, из которого невозможно вырваться, становится одним из сопутствующих символу тюрьмы смыслов. Символ «тюрьма» привносит в психологическую тему момент неизбежности отрицательного влияния обстоятельств. Даже став богатым, мистер Доррит сохраняет эту тень, оставаясь, по сути, тем же узником обстоятельств. Крошка Доррит думает об отце:
В упреках, которые пришлось выслушать, во всем поведении отца с нею она узнавала знакомую ей тень тюремной стены. Теперь тень выглядела по-иному, но зато была все та же зловещая тень

Символ «тюрьма» отражает эгоизм героя, не способного увидеть страдания других людей и собственную безответственность, нежелание понять горькую правду о своей жизни. Только перед смертью, когда к мистеру Дорриту приходит осознание своей вины перед дочерью и подвига её дочерней любви, с его лица исчезает «тень тюремной решетки». Символ «тюрьма» проходит и через другие образы. Про Эдуарда Доррита, безалаберного лентяя, сказано:
...этот злополучный Тип всюду берёт с собою тюремные стены, и, расставив их вокруг себя, превращает любое заведение или предприятия в некое подобие тюремного двора
Даже Эми Доррит оказывается под воздействием тюрьмы: её пугает мир за стенами Маршалси, она старается оправдать эгоизм и хвастовство своего отца, и ощущает на себе «тень тюремных стен»:
Только в этом одном и сказалось на Крошке Доррит тлетворное влияние тюремной атмосферы. Её сомнение, рождённое горячим сочувствием к бедному узнику, её отцу, было первым и последним следом тюрьмы, который Артуру привелось в ней заметить
Это значение символа как разрушения личности развивается в сюжетных линиях мисс Уэйд и Генри Гоуэна. Дом мисс Уэйд наделён признаками тюрьмы. Здесь присутствуют разлагающиеся, мёртвые предметы: позолоченный столик, «позолота на котором поблекла, как прошлогодние цветы»; трюмо, «такое мутное, точно в нём по волшебству застыли все дожди и туманы». Сама хозяйка также предстаёт как человек, скрывший за «вуалью» свою настоящую страстную сущность, которая угадывается, «как под покрывалом угадываются формы окутанного им предмета». Образ мисс Уэйд подчеркивает новый смысл в символе «тюрьма» — тюрьмой может стать сама натура, в силу страстей или ограниченности, мешающая человеку видеть истину и обрекающая на одиночество. Символ «тюрьма» относится и к образу Генри Гоуэна. Привыкший не думать о деньгах и жить как все Полипы, Генри Гоуэн, оказавшись в стеснённом положении, не считается с реальностью и чувствами других людей. Его эгоцентризм и неспособность мыслить самостоятельно мешают видеть зло, которое он причиняет другим и, в первую очередь, своей жене. Проводя анализ его характера, писатель подчеркивает это, вводя образ неуютного дома Гоуэнов в Венеции:
Под банком находилось помещение из нескольких комнат с железными решётками на окнах  –  ни дать, ни взять тюрьма для проштрафившихся крыс
Символическое значение приобретает тюрьма и в связи с Артуром Кленнемом. Выросший в доме без любви и тепла, герой по-прежнему чувствует на себе печать мрачного дома родителей. Все его мысли связаны с тайной его матери и тайной этого дома. Он постоянно сравнивается с узником, неспособным избавиться от этих мыслей:
Вообразите себе преступника, обречённого вечно качаться в лодке, прикованного к середине реки, над тем местом, где он утопил свою жертву; волны бегут и бегут мимо, а перед ним всё время маячит на дне неподвижное тело и лишь слегка изменяет свои жуткие очертания, то растягиваясь, то съёживаясь под рябью воды. Так и Артур в водовороте сменявших друг друга дум и забот все время видел один зловещий, навязчивый образ, и не мог уйти от него, как ни старался

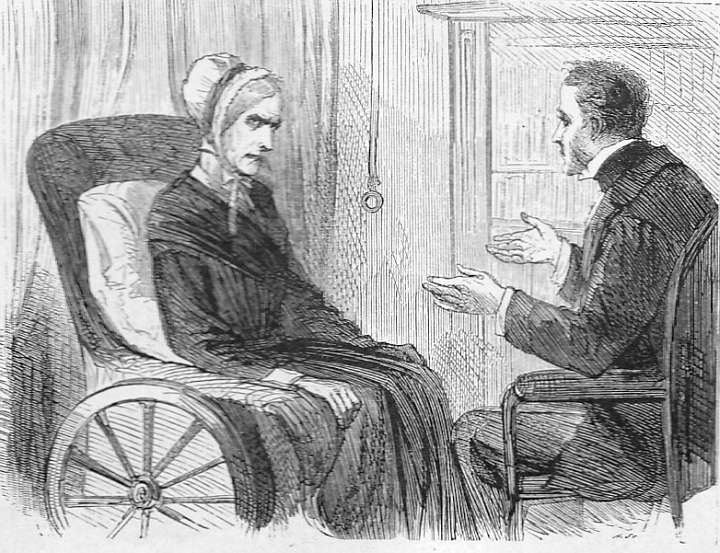
Для миссис Клэннем «тюрьмой» становится инвалидное кресло. Иллюстрация «Физа»

Символика развивается также в линии миссис Кленнем. Сразу же обращает на себя внимание гнетущая, давящая атмосфера, её дома, где звучат те же мотивы разложения, что в описании Марсельской тюрьмы и Лондона. Посещая дом миссис Кленнем, любой персонаж, уже подходя к дому, ощущает эту давящую обстановку, чему способствуют такие эпитеты как «плесневелые стены», « церковь без прихожан», « наглухо запертые ворота причалов и складов», «мутный поток реки» и, наконец, «одиноко стоящего в глубине двора особняка, покрытого чёрной копотью» — дом миссис Кленнем. Тюремная атмосфера, подчеркнутая лейтмотивами разложения, ощущается и внутри дома: тесный тёмный чулан, напоминающий Артуру преисподню, похожий на гроб поставец, зловещие часы, а после появляется сама миссис Кленнем и образ тюрьмы, который до этого передавался лишь через сходство в описании предметов, приобретает зримые формы. Миссис Кленнем, упрекая Артура за попытку выяснить секрет отца, восклицает:"Но пусть он посмотрит на меня, находящуюся в тюрьме, в рабстве в этом месте!" (англ. But let him look at me, in prison and in bond here). Тюрьма становится отражением не только физической изоляции миссис Кленнем. С одной стороны, появляется идея замкнутости её души, невозможности проникнуть в чувства и мысли миссис Кленнем, отгороженные от окружающих, а с другой — идея ограниченности личности, изолировавшей себя от нормальных человеческих чувств и забот. Это ощущается во внешности героини, в которой сквозит неизменная холодность, на её лице постоянная маска суровости, создающая сходство с тюремными стенами. 
Холодный взгляд её серых глаз, холодная седина волос, неподвижность черт, таких же застывших, как каменные складки на оборке чепца, — всё это внушало мысль, что ей, не ведающей смены простых человеческих чувств, естественно было не замечать смены времён года

Артур Кленнем ощущает «глухую стену» (англ. brazen wall), которая мешает ему понять мать и прийти ей на помощь. Идея изоляции от окружающего мира и, следовательно, от чувств и мыслей, волнующих обычных людей, роднит миссис Кленнем с мистером Дорритом, видящем в тюремном заключении преграду, охраняющую его от житейских неприятностей. Миссис Кленнем признаётся в одном из эпизодов:
Если есть что-либо утешительное в моём многолетнем заточении в её четырёх стенах, но если может быть тут что-нибудь утешительное для меня, так это то, что, лишённая радостей внешнего мира, я в то же время избавлена от знания некоторых вещей, которые мне знать не хотелось бы
Таким образом, в символе «тюрьма» появляется мысль о некой искусственной философии, об особом мировоззрении, «охраняющих» человека от нежелательных реалий, как тюрьма охраняет узников от многообразия различных явлений. Поэтому крушение дома — тюрьмы миссис Кленнем — происходит лишь тогда, когда её жестокая философия всеми отвергнута и указывает на то, что истинной её тюрьмой была ложная догматическая, жестокая религия, служащая ей для оправдания собственных низменных страстей, которые она не в силах побороть. Как отмечает А. А. Елистратова: «Оно [крушение дома] символизирует крах себялюбивого мифа, который она создавала. И это крушение мнимых нравственных устоев сопровождается разрушением внешнего уклада её жизни».
В «тюрьму» заключены и другие второстепенные герои. Для банкира Мердла собственный дом напоминает тюремное заключение — не случайно Диккенс несколько раз акцентирует внимание читателя на золотой клетке попугая в доме Мердла. По сути дела Фредерик Доррит оказывается заточенным в оркестровой яме театра. Усадьба Миглозов — тюрьма для Тэттикорэм, которая, сбежав от хозяев, попадает под власть мисс Уэйд. Абсолютно схож с тюрьмой работный дом,, куда добровольно, чтобы не стать обузой для семьи, ушёл старик Плорниш.
Власть в романе рассматривается не только на государственном, но и на личном местном уровне. Из воспоминаний Артура Кленнема известно, какой властью обладала миссис Кленнем над мужем и сыном. Её дом — целая цепочка властных тиранов. Флинтвинч оказывает влияние на пожилую хозяйку, вместе они терроризируют служанку Эффери. Для миссис Кленнем в некотором роде тюрьмой становится инвалидное кресло, а также дом, пределы которого она покинула только перед смертью.
Обращение к проблеме существования человека в системе властных отношений показывает, что Диккенс вовсе не был политически безучастен. Однако в своём произведение он обращается не к текущим политическим событиям. Его взгляд на общество и его составляющие, в том числе на семью и межличностные отношения, в «Крошке Доррит» усложнён особым вниманием к проблеме своего рода архетипа власти, её онтологических и аксиологических аспектов. При этом необходимо помнить, что писатель ставит и проблему бунта против подавляющей и уродующей человека власти. В контексте этой проблемы можно рассматривать образы Фанни Доррит, Генри Гоуэна, Тэттикорэм, мисс Уэйд, как бы ни был противоречив, а порой даже уродлив их протест. Несколько отличен от других комический бунт Панкса, выстригшего прядь волос у своего хозяина мистера Кэсби. Их можно отнести к бунтарям первого порядка. Совершенно очевиден, хотя и не всегда проявлен бунт Дойса, Фредерика Доррита, самого Артура и в определённой степени месье Каваллетто.

#### Деньги
Деньги — важнейшая тема для всех реалистов XIX века и одна из главных во всём творчестве Диккенса. В романе «Крошка Доррит» она приобрела ещё более глубокую трактовку. В этом произведение впервые с такой силой и убежденностью была показана непрочность буржуазного успеха, драма крушения, утраты иллюзий. Чувствуется глубокое разочарование Диккенса в обществе, неприязнь к Англии и Лондону, его гнетущие сомнения в смысле жизни. Сам контраст в название книг — «Бедность» и «Богатство» — указывает на значение денег в повествование.
Рассмотреть влияние денег на судьбы героев романа можно на примере коммерсанта Мердла. Его внешне малозаметная фигура играет важную роль в повествовании. У всех на глазах этот персонаж — вылощенная посредственность и заурядность — превращается в великого человека, в опору нации и государства. Его прославляют, перед ним заискивают. «Нравственный недуг не менее прилипчив, чем недуг телесный…» — замечает автор в главе XIII «Эпидемия растёт» по поводу стремительного возвышения мистера Мердла. Даже в Подворьи Кровоточащего Сердца «где каждый грош был рассчитан заранее» эта персона вызывала невероятный интерес, не пробудив при этом недоверия к его финансовым махинациям. Здесь на свой — весьма многозначительный — лад толковали финансовые возможности и форму предпринимательской деятельности мистера Мердла. Рассказывали, например, что он будто «хотел купить всё правительство, да рассчитал, что невыгодно: мне, говорит, больших прибылей не надо, но в убыток, говорит, я тоже покупать не могу». Это толкование простым людям реальных возможностей крупного финансиста передаёт действительную зависимость в буржуазном обществе государства от власти капитала и денег.
В «Крошке Доррит» идея о том, что деньги могут принести счастье и добро, ещё присутствующая в предшествующем романе «Холодный дом» окончательно разрушается. Эми Доррит не желает иметь деньги, можно сказать, боится их, — она специально путает завещание с пустой бумажкой. Она не хочет быть богатой, так как понимает, что Артур не женится на богатой наследнице. Счастье для героев Диккенса в ином: в труде на пользу другим.

#### Подворье Кровоточащего Сердца

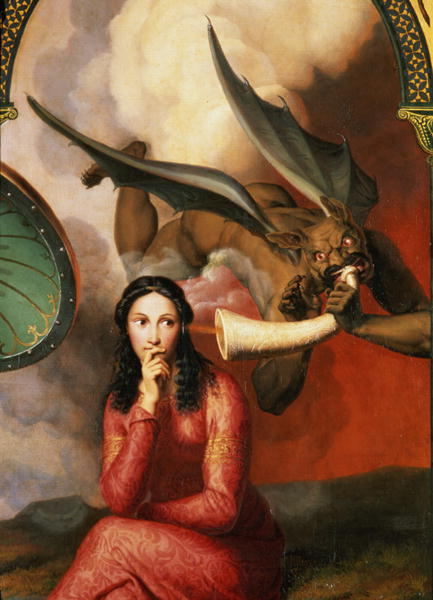
Дьявол забирает душу девушки. Иллюстрация Андре Жак Виктор Орсела. XIX век.

Подворье Кровоточащего Сердца — это небольшой квартал, населённый обездоленными и притесняемыми людьми. Этим образным наименованием Диккенс обозначает состояние жизни в квартале бедноты, где «не на чём отдохнуть хотя бы одному из пять человеческих чувств», и выражает своё отношение к этому тягостному социальному явлению. В существовании Подворья Кровоточащего Сердца повинно Министерство Волокиты, обязавшие его жителей непомерными банковскими счетами и налогами. Ту же параллель виновности можно провести в другом романе Диккенса того же периода — в «Холодном доме» (1853) — где трущобы Одинокий Том — порождение Канцелярского Суда. Домовладелиц квартала — мистер Кесби — рассматривает свои владения как источник хорошего дохода. Он выжимает из жильцов последние деньги, причём делает это не своими руками, а с помощью верного помощника Панкса. 
Подворье Кровоточащего сердца не был придуман Диккенсом, а действительно существовал в Великобритании викторианской эпохи. Жители квартала сталкивались с описанными в произведение проблемами. В романе изложено несколько версий происхождения названия района. Согласно одной из них, здесь когда-то было совершенно убийство, а по другой — в квартале жила девушка, которую отец подверг заточению за то, что та, храня верность своему возлюбленному, противилась браку с избранником отца. По словам легенды, эта девушка до смерти сидела у окна с решёткой и пела песнь о своём раненом сердце. Также есть версия, утверждающая, что кровоточащее сердце можно увидеть на гербе древнего рода, чьи владения некогда здесь находились. Однако существовал и другой вариант происхождения названия, который Диккенс не описал в книге. Согласно старой лондонской легенде, во времена Елизаветы Первой здесь проживал сэр Уильям Хэттон — знатный вельможа и лорд-канцлер — чья жена якобы продала душу Дьяволу. Князь Тьмы пришёл забрать долг прямо во время роскошного приёма, который давали супруги Хэттон. На глазах у перепуганных гостей, он схватил хозяйку дома, разорвал на куски и унёс с собой, оставив лежать на земле её кровоточащее ещё бьющееся сердце. В честь единственного уцелевшего органа и было названо это подворье.

### Художественные особенности произведения

#### Галлюцинации миссис Флинтвинч
На протяжении всего романа Эффери Флинтвинч подвергается зрительным и слуховым галлюцинациям, которые выражаются в бессмысленных снах и шумах в доме миссис Клэннем. Её первый сон описан в четвёртой главе книги первой. Во сне она видит Иеремию и его двойника, который, выпив за здоровье некой дамы, уходит, унося с собой железный ящик. В главе XXX «Слово джентльмена» загадка двойника поддерживается тем, что Риго принимает мистера Флинтвинча за кого-то другого. В главе XV миссис Флинтвинч снова видит сон, в котором дан разговор матери Клэннема с Флинтвинчем о таинственном прошлом её мужа, а также об обстоятельствах жизни Крошки Доррит. В последующем сновидение Эффери становится свидетельницей того, как миссис Клэннем проявляет искреннюю заботу и внимание к Крошке Доррит, а в конце даже по-матерински целует её. Этим эпизодом автор наводит читателя на мысль о том, что опека мачехой Артура Эми Доррит вовсе не случайна. Роль всех этих видений становится понятной в развязке романа, когда Риго Бландуа грозится раскрыть тайну миссис Клэннем. Первой раскрывается тайна двойника. Выясняется, что под ним подразумевался брат мистера Флинтвинча, от которого он получил ящик с настоящим завещанием. Следом разрешается загадка о взаимоотношениях супругов Клэннем, а также о прошлом Клэннема-старшего. Риго рассказывает «историю одного странного брака, одной странной матери». Флинтвинч пытается вмешаться, но его перебивает Эффери:

Я слышала в своих снах об отце Артура и его дяде. Это было ещё до меня, но я слышала в своих снах, что отец Артура был жалкий, нерешительный, перепуганный малый, что у него с детства выели душу, что жену ему выбрал дядя, не спрашивая его желанья

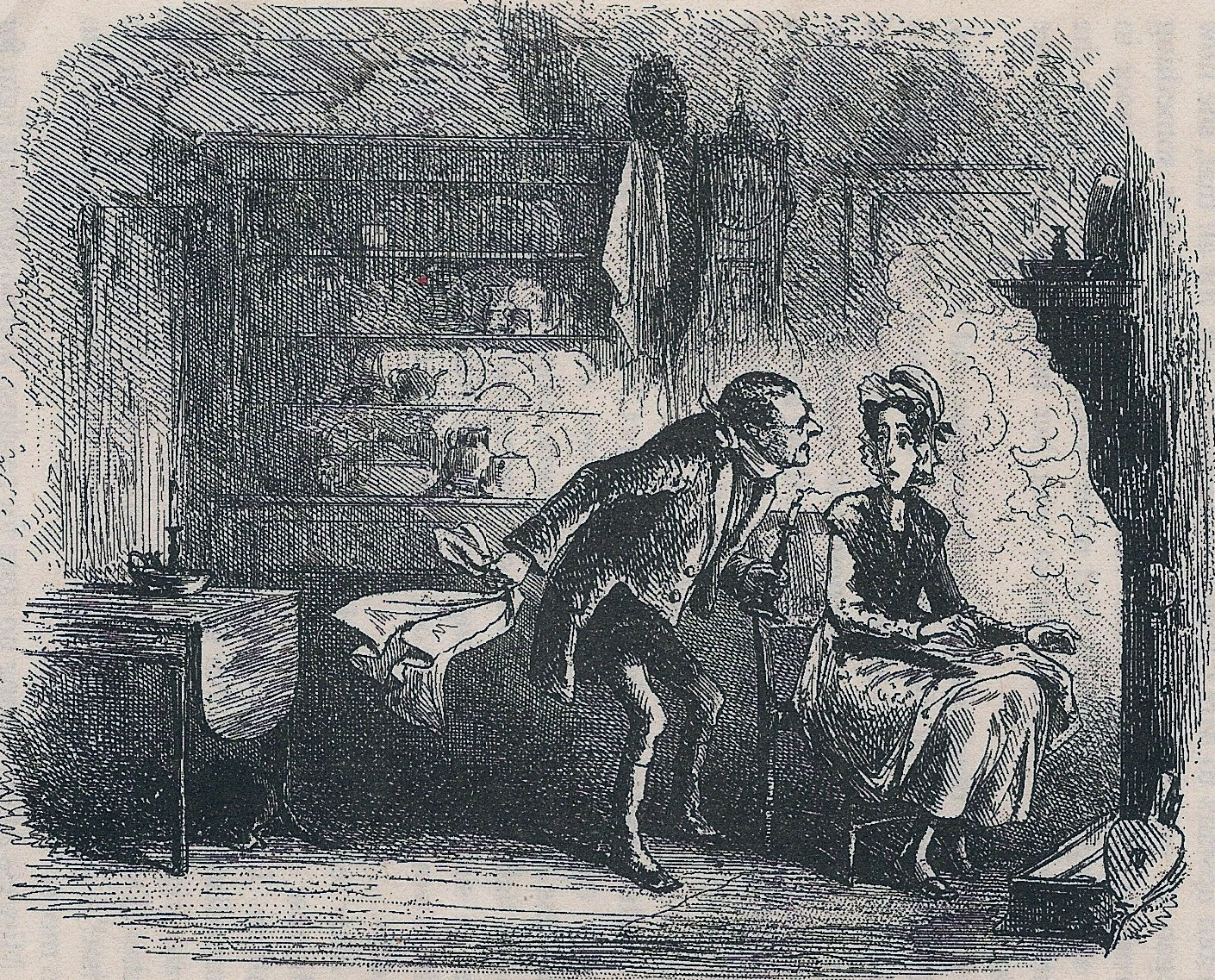
Иеремия Флинтвинч и Эффери после очередного сна

Риго продолжает рассказ и сообщает, что вскоре после свадьба супруга обличает мужа в измене и страшно мстит сопернице. Дядя отца Артура, умирая, раскаялся и оставил, говорит Риго, «тысячу гиней красотке, которую мы уморили… Тысячу гиней дочери её покровителя, если бы у пятидесятилетнего старика родилась дочь, или если бы не родилось, младшей дочери его брата». Подтверждается догадка Эффери о не случайности опеки мачехой Артура Крошки Доррит. Миссис Кленнем не выдаёт по праву принадлежащие ей деньги, но всё же покровительствует девушке. Таким образом, автор через сны миссис Флинтвинч даёт читатели намёки, раскрывающие некоторые тайны. С помощью Эффери Диккенс преодолевает работу по утверждению первой части отрицательной параллели, то есть, того что «сон» был «явью». Эффери у Диккенса потом проделывает работу утверждения первой части отрицательной параллели, то есть, что «сон» был «явью». Сны это новая ироническая мотивировка взамен старого приёма подслушивания.
Другой пример галлюцинаций миссис Флинтвинч это непонятные звуки в доме миссис Клэннем. Впервые она услышала их в той же главе, в которой подверглась первому сновидению:

Ей казалось, что точно такой шум испугал её на прошлой неделе, загадочный шум: шорох платья и быстрые торопливые шаги, затем толчок, от которого у неё замерло сердце, точно пол затрясся от этих шагов, и даже чья-то холодная рука дотронулась до неё.

Затем шум, если таковой был, прекратился. Повторно она подверглась галлюцинациям, когда в дом Кленнемов прибил Риго. Своим описанием шум напоминал «шелест, шорох падения, какого-то сухого вещества». Однако в этот раз его ощутила не только Эффери, но и Риго. В той же главе при попытке открыть дверь Эффери испытала затруднения, почувствовав, что кто-то удерживает её с другой стороны. Все эти события вызвали у старухи ложное предположение о том что «в доме кого-то прячут». В то же время данные ею техническое описание, например, словами «кто же… проводит линии на стенках?» указывают читателю на вполне реалистичное объяснение: дом оседает и грозит разрушиться, а под «линиями на стенах» имеются в виду трещины. Итак, сны и шумы в доме миссис Кленнем готовят читателя к развязке романа и дают ему раскрывающие истину догадки. Кроме этого, сны также демонстрируют результат издевательств Иеремии над женой: его деспотичная власть превращает жизнь Эффери в сон.

#### Три признака упадка страны

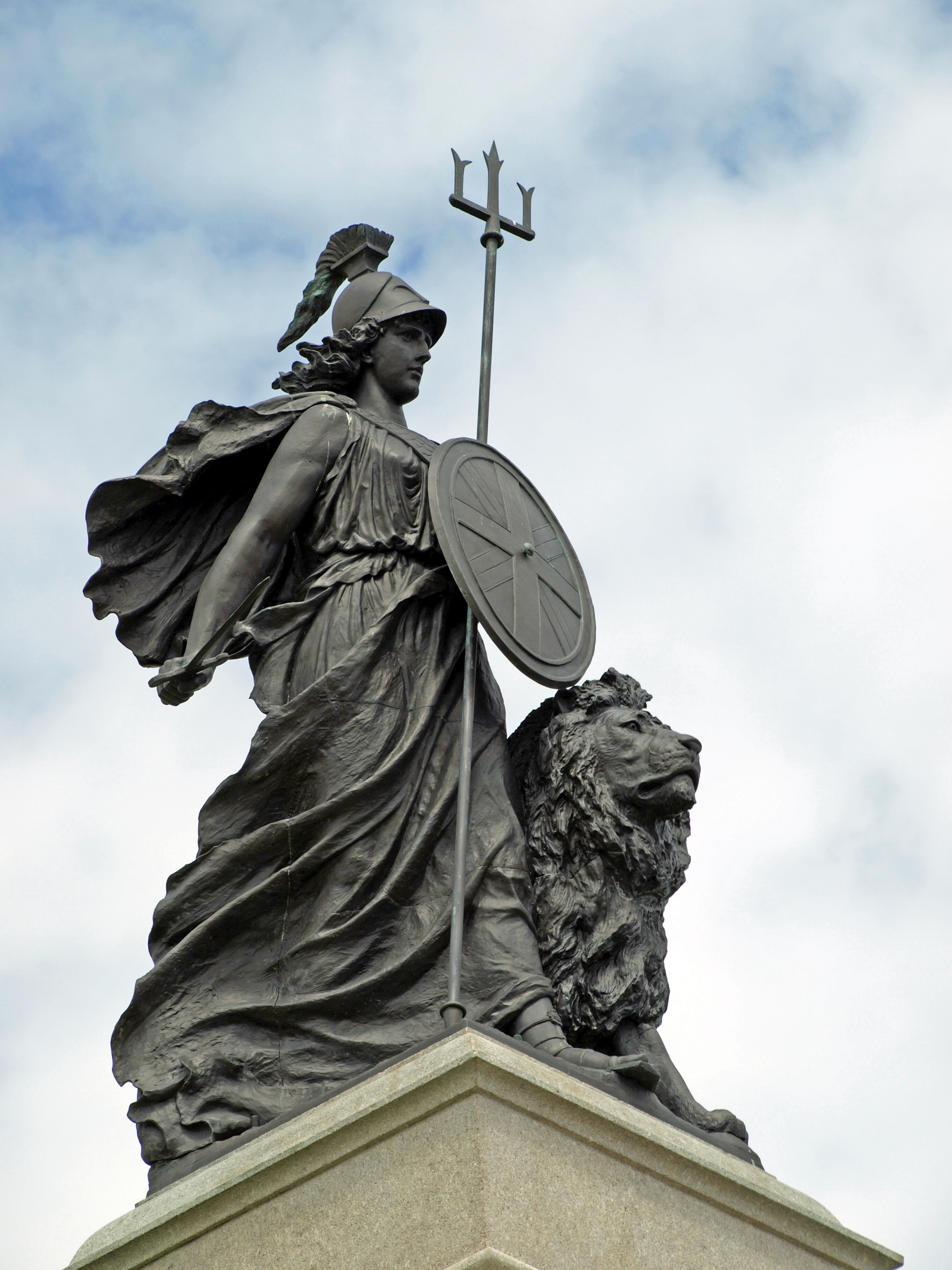
Статуя «Британия» в Плимуте

Фронтиспис Хеболта Брауна к первому выпуску «Крошки Доррит» в журнале «Домашнее чтение» красноречиво представляет Британию. Она изображена здесь в окружение свиты, которой руководят два слепых старика. Толпа добирается до указательного столба, который направляет их в противоположном нужному им направлении. Позади виднеется колонна мужчин. Далее выступает Британия, которую сопровождает группа хорошо одетых господ с самодовольными улыбками. За фалды одного из них цепляется маленький человечек, на фалдах которого висят двое других, скорчившихся так, что напоминают животных. В конце процессии находятся группа нянек и детей — они символизируют новое поколение. Посреди этих людей на повозке восседает печальная фигура Британии с головой, опущенной на руку, которая в свою очередь опирается на щит, лежащий на её коленях вместе со слегка приподнятым трезубцем. Так показана Британия в романе Диккенса, не как высокая женщина в шлеме с гордо поднятым трезубцем и щитом, правительница морей, а как несчастная сникшая особа, окруженная множеством бездарных и глупых людей.
В другом виде представлена Британия в XXIII главе книги второй. Артур приезжает навестить свою мать и сталкивается с Эффери, «которая, стоя с длинной вилкой в руке, напоминала собой аллегорическую фигуру, только в отличие от большинства подобных фигур, смысл аллегории был здесь совершенно понятен» (англ. who, with the kitchen toasting-fork in her hand, looked like a sort of allegorical personage, except that she had a considerable advantage over the general run of such personages, in point of significant emblematical purpose). По мнению Питера Престона, это изображение, где доблестный трезубец превращается в вилку для тостов, объясняет читателю, что Эффери, одна из наименее сообразительных героинь романа, однако, догадывается о тайне дома миссис Кленнем, в то время как никто не обращает на неё ни малейшего внимания. Этот комический образ Британии служит Британии псевдогероической — жестокой миссис Кленнем, которая на иллюстрациях Физа выглядит невероятно чопорной в инвалидном кресле. Таким образом, весь дом миссис Кленнем олицетворяет собой Великобританию, которая, как и он, готова обрушиться в любой момент.
Третий признак упадка страны отражён в беседе господина Миглза и Дэниела Дойса, который только вернулся из России, где его изобретение было признано по достоинству. По этому поводу мистер Миглз дал комментарий: «Англия в этом вопросе как собака на сене: сама не жалует своих верных сынов орденами и не позволяет им красоваться теми, что пожалованы в чужих краях» (англ. a Britannia in the Manger — won’t give her children such distinctions herself, and won’t allow them to be seen, when they are given by other countries). Питер Престон видит в этом отчаянный призыв Диккенса к родине, неспособной полностью использовать весь потенциал народа.

#### Религиозные мотивы
Мачеха Артура Клэннема — миссис Клэннем, невзирая на болезнь, которая приковала её к инвалидному креслу, обладает острым умом, железной волей и недюжинной деловой хваткой. Её жестокая религия извращает истинные религиозные понятия, за которыми она прячется. Будучи непреклонной моралисткой и ярой сторонницей доктрины о посмертном воздаянии за грехи, миссис Клэннем всё же поддаются искушению мести и прячет завещание, по которому Эми Доррит отходит 2000 гиней. В глубине души она сама не может найти оправдание своему поступку, что подчеркивается состоянием её физического здоровья. Вначале повествования миссис Кленнем прикована к инвалидному креслу и только в кульминационный момент она обретает некоторую свободу, чтобы первый и единственный раз полностью выразив себя, попробовать убедить в своей правоте и получить оправдание своему поступку. «Слушайте меня!» (англ. Hear me!) — призывает она, приступая к своему рассказу, что ещё больше подчеркивает сходство с проповедником, зовущим за собой. От Крошки Доррит она получает прощение, но не оправдание. Это звучит как вынесение приговора. После этого «она никогда больше не могла поднять палец», то есть навсегда потеряла власть над живущими. Очевидную аллюзию с библейским судом подчеркивают образные детали, сопровождающие исповедь миссис Кленнем. Прежде всего, это предрешающая сцена, в которой Эффери обещает «так закричать, что мёртвые проснутся», что фактически и происходит, когда оживают прошлые тайны этого дома. Характерно описание самой миссис Кленнем в момент, когда она поднимается со своего кресла: «Все трое чувствовали себя так, будто у них на глазах поднялся из могилы мертвец» (англ. All three of them felt as if they had got in front of the graves of the dead). Все эти элементы ярко проявляют типологический символизм в творчестве писателя и иллюстрируют идею «саморазрушающегося зла», проявившуюся в этот период. Катарский отмечал эту особенность:

Теперь же, в романе зрелом зло лишь самоустраняется, его уничтожают последствия, им самим порождённые к жизни. В этом сказывается вера в высшую справедливость, отказ от веры в социальное воздаяние.

В образе миссис Клэннем, подпавшей под влияние негодяя Бландуа, Диккенс разоблачает свойственную кальвинистам веру в свою избранность, ведущую к непомерной гордыне и самообольщению. Истинные же христианские идеалы — любовь и забота о ближних — в «Крошке Доррит» дают человеку возможность избавиться от отрицательного воздействия тюрьмы и победить личности влияние обстоятельств, как это происходит с Эми Доррит и Артуром Кленнем.

### Литературная характеристика
Повествование в романе ведётся от третьего лица за исключением нескольких глав, в которых рассказ идёт от первого лица. В «Крошке Доррит» Диккенс использует многочисленные литературные приёмы, например, такие как ирония, переходящая в сарказм, повторы, перекрещивания, параллелизмы, инверсия, пародия и стилизация. Все эти стилистические методы работают на создание фантасмагорической картины мира, отчуждающей человека от реальных проблем жизни. Главной жертвой этой общественной системы, управляемой властью имущих, становится «маленький человек», защитником которого и выступает Диккенс. В его время в литературе дебатировалась проблема героя. Господствующая тогда концепция писателя и философа Томаса Карлейля о культе сильного человека, всё больше уступала взглядам, в которых человек представлялся как предмет и способ размышлений о повседневных трудностях и заблуждениях. По мнению Роберта Браунинга, начала возникать одна из главных черт викторианского времени: героизация повседневности и незаметных людей. Это явление во многом было связано с распространением в Англии середины XIX века либерализма, вследствие чего основной акцент делался на индивидуальной свободе и ответственности каждого человека. Именно такой «маленький человек» был помещен Диккенсом в художественно-идейный центр романа «Крошка Доррит».
В «Крошке Доррит», как уже было сказано выше, Диккенса использовал множество типичных для него литературных приёмов. К одному из них — сатирическому противопоставлению — автор прибегает при описании служащих Министерства Волокиты. Он называет глупость Полипов «величайшей мудростью» и даже «гениальность», их бездействие — «деятельность», а проявление полного равнодушия к интересам народа — «общественной службой». Также Диккенс при выборе имён для главных образов роман использовал популярный тогда приём «говорящих имён»: в английском варианте фамилии Полипов и Чванингов звучат как «Barnacles» и «Stiltstalkings», что буквально означает «неотвязные люди, прилипалы» и «гордо ходящие на ходулях». Слово «circumlocation», избранное Диккенсом для названия министерства, даже стало нарицательным. Кроме всего этого описание картины современной Великобритании Диккенсом происходит с помощью системы контрастных образов. Сравнивая верхние и нижние слои британского общества, он раскрывает глубокие противоречия, характеризовавшие английское буржуазное «процветание»: Министерство Волокиты и трущобы Лондона; Подворье Кровоточащего Сердца и чванство высшего света; труд изобретателя и махинации банкира.
Кроме всего выше указанного, в качестве ещё одного стилистического приёма служащего для передачи атмосферы и переживания героев использовано описание природы и окружающего ландшафта. Автор пишет о современной городской жизни Лондона, отнюдь не смягчая красок. В ранних произведениях Диккенс город предстает в качестве новой природы XIX века, столь же неисчерпаемой, столь же плодотворной для фантазии художника по своим настроениям, как подлинная природа лисов и полей. Автор говорит о дожде и его воздействии на город в таких выражениях:

В деревне дождь вызывает тысячи свежих ароматов и каждая капля его соединяется со светлым представлением о пркрасных формах жизни и её развитии. В городе он вызывает только усиленную вонь.

Также и итальянский ландшафт охарактеризован в мрачных красках: жалкие деревни с населением, гибнущим в нищете и целые города дворцов «населённых полчищами ленивых солдат, шпионов и попов». Тема грязи, уродства, антиэстетичности современной жизни приобретает всё большее значение в «Крошке Доррит» Диккенса. Действительность предстает здесь как бы в загрязнённом, безнадёжно испорченном, обезображенном виде. Встречаются и комичные моменты, когда условная городская «природа» подвергается пародийному обыгрыванию, но в этом они составляют исключение. Сюда относится, например, образ Джона Чивери, сына тюремщика, влюблённого в Эми. Джон, получивший отказ, коротает часы безутешного горя сидя на стуле в крохотном дворике, посреди развешанного мокрого белья, которое заменяет ему деревья поэтической рощи.
В «Крошке Доррит» благополучие обрушивается на семью Доррит в середине романа. Этот неожиданный сюжетный ход чрезвычайно интересовал самого писателя, так как он ожидал от него большого эффекта. В самом начале работы над книгой Диккенс писал Форстеру:

Я ещё не решил окончательно, но у меня грандиозная идея — осыпать семейство Доррит деньгами. Их поведение было бы очень занятным. Я надеюсь, что фигура Доррита будет одной из самых сильных в романе.

Ожидания автора оправдались. Изображение старого Доррита, сменившего снисходительного патриарха на заносчивую неприступность богача, так же как пышный расцвет отвратительных качеств Фанни и Типа обогатили все эти образы. Однако в Крошке Доррит не произошло никакой перемены. Она только силою обстоятельств оторванной от семьи, отчуждённой от неё. Крошка Доррит не может расстаться со своим стареньким платьем, со своей работой, со своими неизменными заботами обо всех больных и обиженных, об отце. Поэтому жизнь в довольствии, среди горничных и гувернанток, является для неё утратой её собственного существа. Во сне Крошка Доррит возвращается к прежним заботам и интересам:

Мне снилось, например, что я иду вниз к миссис Дженерал в старом платье с заплатками, — том самом в котором я начинаю себя помнить. Снилось и много раз что я за обедом в Венеции, где у нас бывало много гостей в том самом траурном платьице, которое я носила после смерти матери <…> я оставалась маленькой девочкой и продолжала сидеть за столом и с беспокойством высчитывать, во что нам обойдется этот обед, как мы сведём концы с концами.

И во время путешествия Крошка Доррит останавливает взгляд не на роскошных дворцах, а на бедных хижинах, на нищих детях и стариках:

…у почтовых станций и в других местах остановок эти жалкие создания казались ей единственными реальными явлениями из всего, что она видела; и нередко, раздав все свои деньги, она в своей праздности задумчиво смотрела на крошечную девочку, которая вела за руку седого отца, как будто это зрелище напоминало ей что-то знакомое из прошлых дней.

Здесь надо отметить, что сам автор, по-видимому, не считал излюбленные им покровительственные отношения дочери к отцу, внучки к дедушке чем-то исключительным, из ряда вон выходящим, если уж на проезжих дорогах Италия Эми может наблюдать их практически везде. Итак, утрата бедности для диккенсовской героине означает утрату самой основы её существа. Именно жалкое состояние семьи ставило Крошку Доррит в положение «маменьки», которое и являлось её внутренней сущностью, а теперь, лишённая возможности такого самопожертвования, она чувствует себя вырванной от родной стихии. Поэтому Эми вновь обретает себя только тогда, когда оказывается снова нищей и может возвратиться в тюрьму, чтобы ухаживать за больным мистером Кленнемом.

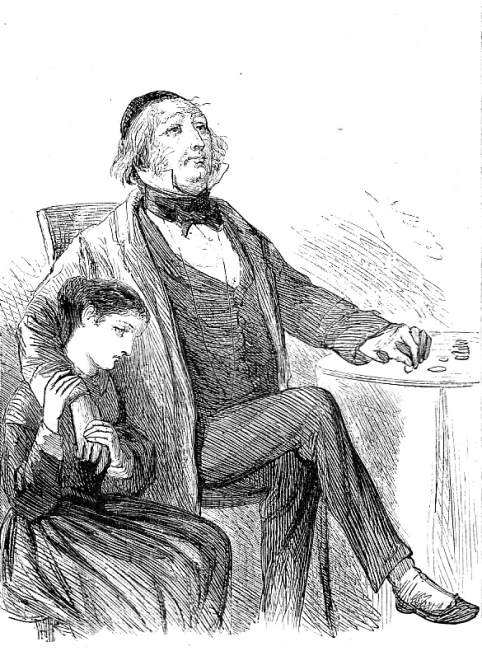
Эми Доррит и её отец Уильям Доррит

Это обстоятельство лучше всего другого выявляет известную схематичность любимого диккенсовского образа, который живёт лишь одной своей характерной чертой и требует одной определённой ситуации, в которой это черта могла бы беспрепятственно провялятся. Нечто аналогичное нам приходилось отмечать уже в другом случае — в случае с мистером Пиквиком которой, наоборот, был приспособлен только к веселью и беззаботности и совершенно терялся перед лицом суровых жизненных испытаний. Очутившись во Флитской тюрьме, мистер Пиквик вообще почти что перестает существовать как образ. Мучения Крошки Доррит среди роскоши и богатства её нового положения весьма показательны: пересаженная в иную, неприемлемую для неё среду, она становится «праздной», лишается всего своего внутреннего содержания.
Как и во всех социальных романах Диккенса 1850-х годов в «Крошке Доррит» можно отметить излишнюю растянутость во второй части и авантюрно-социальные мотивы к концу книги. Начатая как остросатирический памфлет, она постепенно приобретает оттенки детектива, переключая внимание читателя с Министерства Волокиты на тайну госпожи Кленнем. Это связано с тем, что автор, поднявшись на большую высоту в обобщённом изображении действительности, столкнулся с проблемой поиска противопоставления для изобличаемого им социального зла. Единственное, что ему удалось использовать — это абстрактные призывы к альтруизму, в который сам писатель, однако, переставал верить. Следствием всего этого стала диспропорциональность между негативной и позитивной частями книги
Роман построен на нескольких одновременных действиях, связь между которыми достигается путём участия действующих лиц одной линии в действии другой, и общим местом, где поселяются герои, так, Кленнэм живёт в Подворье Кровоточащего Сердца, тут же живёт мистер Кэсби и итальянец Батист. Основу фабулы произведения составляют любовь Эми Доррит и Артура Кленнэма, истории обогащения и разорения Дорритов и шантажа Риго, который грозит разоблачить миссис Кленнэм. Во время повествования Диккенс ставит перед читателем ряд тайн, которые идут через весь роман и раскрываются только в последних главах. Они расположены не в сплошную, между ними присутствую бытоописательные главы, не содержащие новых тайн. Техника романа тайн охватывает все формальные элементы произведения. Подчеркиванием загадки иногда заканчивается глава. Тайны в конце как бы гарантируют дальнейшее развитие сюжета, но при этом её разгадка, как правило, условна. Вот что об этом пишет Честертон:

Мрачный дом, где Артур Кленнэм провёл детство, действует на нас самым угнетающим образом. Это поистине подлинный уголок ада, населённый детьми, жертвами того вида мучений, который теологи называют кальвинизмом, а просто христиане — культом Сатаны. В этом доме, по моему глубокому убеждению, совершилось ужасное преступление, кощунство или же человеческое жертвоприношение, наверное, гораздо более чудовищное, чем уничтожение какого-то глупого документа в ущерб интересам столь же глупого семейства Доррит.

Приём тайны распространён Диккенсом в «Крошке Доррит» на все композиционные части романа, даже явления, развитие которых происходит открыто, даны как тайна. Любовь мистера Клэннема к Бэби тоже дана не в простом описании, а в виде «тайны». Писатель не говорит об этой любви, а намекает на неё. В конце XVII главы «Ничей соперник» идёт ложное толкование поступка Кленнэма — он не влюблён, истинное же истолкование настроения дано через метафору дождя:

Дождь лил упорно, барабанил по крыше, глухо ударял в размокшую землю, шумел в кустарнике, в оголённых ветвях деревьев. Дождь лил упорно, уныло. Ночь будто плакала.

Повествование завершается рассказом о сложном счастье Эми и Артура. Крошка Доррит, сохранив внутреннюю целостность, осталась счастлива, не задетая антигуманной социальной машиной. Артур, выжив как личность в деспотической обстановке дома матери, сумел выстоять и в столкновениях с уродующей социально-политической системой. Диккенсу важно убедить читателя в героизме своих протагонистов, источник которого — способность сохранять верность своей человеческой сути. Концовка романа также даёт основания предположить, что отношение автора на добро и зло значительно изменилось. Диккенс предупреждает об опасности расхождения интереса человека с интересами системы, которая существует лишь во имя самой себя. Вместе с тем писатель, благодаря сложному оптимизму концовки романа, убеждает читателя, что, когда внешний мир враждебен и/или равнодушен, уход вовнутрь себя не может гарантировать полное спасение. Вот почему он делает акцент на любовь, помогающую человеку не замкнуться в себе. Человек в «Крошке Доррит», все-таки, — социальное существо

### Место романа в творчестве Чарльза Диккенса
Роман «Крошка Доррит» вместе с «Холодным домом» и «Тяжёлыми временами» составляет грандиозную панораму жизни Великобритании викторианской эпохи. Эти произведения открывают зрелый период в творчестве Диккенса. Символика, уже занявшая значимое место в «Холодном доме» и «Тяжёлых временах», приобретает здесь ещё большую роль. Она выступает как новая форма реалистической типизации, которую Диккенс сумел обрести лишь после создания больших социальных фресок. В «Крошке Доррит», как и в «Холодном доме», обнаруживается почти весь спектр специфических черт писателя, углубившееся понимание закономерностей жизни.
После романа «Тяжёлые времена» с его гнетущей атмосферой и схематичностью «Крошка Доррит» являлась возвращением к насыщенным жизнью произведениям широкого масштаба. В «Крошке Доррит» Диккенс возвращается из выдуманного города Коктауна в реальный Лондон, описание которого, правда, явно изменилось со времён первых городских очерков Диккенса. В описаниях его улиц, мостов, магазинов нет прежней сентиментальной мягкости и уюта, свойственного Лондону ранних произведений писателя. В этом Лондоне многое осталось от неживого, страшного Коктауна, и былая живописность уступила место однообразию. Если сравнить его описание в «Крошке Доррит» и «Николасе Никльби», то обращает на себя внимание однотонность, эмоциональная одноцветность словесного материала: если там роскошь соседствует с нищетой, то здесь преобладают слова: мрачный, безобразный, меланхоличный. Далее: если в первом отрывке автор занимает позицию стороннего наблюдателя, любующегося — не без ужаса — открывшимся ему грандиозным и живописным зрелищем, то здесь никакого любования нет, а есть явственно звучащий социальный протест.
Схематичная конструкция «Тяжёлых временах» явилась косвенным показателем нового, более пессимистического отношения писателя к миру. Поэтому естественно что, возвратившись в Крошке Доррит к старым темам и мотивам, он уже не сумел вдохнуть в них былую жизнь, не смог обрести былого оптимистического подхода к действительности . Городские ландшафты «Крошки Доррит» полны уныния и разочарованности. В них почти нет светлых пятен. Здесь нет уже наивной функции «роскошной жизни», которая имеется, в «Николасе Никльби», где богачи изображаются людьми, которые могут весело проводить время. Здесь всё одинаково безрадостно и безнадёжно. И если тюрьма Маршалси — отвратительное страшное место без воздуха и без света, — то не менее ужасен и отвратителен аристократический дом мистера Тита Полипа — дом, стоящий в глухом переулке, заваленном навозными кучами окружённый конюшнями и сараями. Фикция роскошной жизни, к которой могли стремиться бедняки, пропала из романов Диккенса. Жизни банкира и фабриканта в «Тяжёлых временах» — лишь обратная сторона жизни рабочих Коктауна. В «Крошке Доррит» происходит нечто подобное. Романтика рождественских рассказов, с их поэтическими жареными индюками, освещёнными магазинами, пылающими каминами, вся рождественская вакханалия — всё это ушло в далёкое прошлое. От условного мира домашней романтики остались только печальные воспоминания.
Как и в предыдущих романах Диккенса, в «Крошке Доррит» поставлена проблема, наиболее существенна для его реализма — проблема современного капитализма. Если сравнить друг с другом три последних социальных романа, то станет ясно, что в «Крошке Доррит» автор достигает какого-то более обобщённого и законченного взгляда на современность. Если по отношению к «Холодному дому» можно было говорить о том, что Диккенс только ставит некоторые проблемы, только намечает тайну капиталистического общества, которую ему так и, но удаётся разгадать, то здесь перед читателем уже более широкая, более всеобъемлющая концепция капитализма.
В сущности, в «Крошке Доррит» повторяется тема вины «Холодного дома», хотя и приобретает большие масштабы. То, что в Холодном доме только намечалось, получило теперь широкое синтетическое истолкование и вылилось в законченную художественную форму. В «Холодном доме» вина леди Дедлок перед мальчиком Джо была окутана тайной каких-то более широких опосредствований, но они так и не были до конца раскрыты.
Литературные приёмы, ситуации, в которых оказываются главные герои, способы разрешения проблемы — всё это схоже в «Крошке Доррит» с предыдущими работам Диккенса. Например, детективный сюжет, связанный с наследством часто встречается в его романах. В «Мартине Чезлвите», в «Николасе Никльби», в «Оливере Твисте», в «Холодном доме», в «Тяжёлых временах» и в «Крошке Доррит» фигурируют всякого рода зловещие преступники, но в то же время ни одно из этих произведений не может быть безоговорочно названо детективным романом. Тайна, которая заключена в «Крошке Доррит», обволакивающая разноречивые и контрастные судьбы многих персонажей занимает читателя, побуждает следить за развитием фабулы. Диккенс бережет и хранит эту тайне только затем, чтобы стала явной другая, гораздо более значительная тайна, которая содержит существенную и важную истину и которая для многих его персонажей остается сторонней и неразгаданной.
В новом романе Диккенс продолжает разрабатывать типовые фигуры главных героев. К моменту начала работы над «Крошкой Доррит» ему уже удалось создать реалистичный тип женщины викторианской Англии, но на этом он не остановился и продолжил работу по формированию образа идеальной женщины. Главная героиня произведения — Эми Доррит — описывается автором как безупречная женщина. Она попадает в тиски не только материальных трудностей, но и сложных моральных проблем, которые ей приходится решать самостоятельно. Её самоотверженная любовь к отцу служит для него крепкой опорой, помогает переносить тяжесть и горечь унизительного положения. Живущая только ради своего отца и семьи, Крошка Доррит в глубоком смысле великодушный и добрейшей души человек. Такие филологи и литературоведы как Михаил Котзин и Мария Шваченко, неоднократно сравнивали её со сказочным героем. К такому же типу идеальной девушки можно привести ряд женских образов, созданных Чарльзом Диккенсом. В романе «Лавка древности» образ главной героине Нелли в некоторой степени похож на фигуру Крошки Доррит. Они оби выросли в неполных семьях, обе испытывают большую любовь и привязанности к отцу, однако, их отличает целая череда различий: Нелли выросла на природе, окруженная лесами и кустарниками, а Крошка Доррит в мрачных стенах тюрьмы. Всю жизнь Нелли сопровождали интересные жизнерадостные люди, в то время как Эми проводила большую часть времени в обществе скучных, потерявших всякий смысл жизни должников. И совершено противоположны итоги этих произведений: Крошка Доррит находит своё счастье, тогда как роман «Лавка древности» оканчивается трагической смертью Нелли. Суинберн отмечал это сходство:

Сама Крошка Доррит может быть определена как маленькая Нелли, ставшая взрослой… Но именно благодаря этому она более правдоподобна, более реальна и патетичная…

Образ сказочной героине сюжетно развёрнут здесь значительно больше чем в других работах. Обычно героиням этого типа так и не удаётся до конца произведения вырваться из своего забитого и унижённого состояния, так что счастливая перемена в их жизни может быть лишь самым схематичным образом в конце.
Отношение автора касательно межполовых связей представителей разных социальных групп в «Крошке Доррит», как и в «Больших надеждах» и «|Холодном доме» неоднозначно. К примеру, Диккенс всячески одобряет интерес Артура Кленнема — представителя высшего общества, к Эми Доррит — девушки, хоть и с высоким происхождением, но с простым образом жизни. Однако, в ситуации с обратными позициями, когда бедный человек испытывает любовные чувства к женщине, которая «выше» его, Диккенс тут же переходит на сторону среднего класса. Ему по душе викторианское понимание женщины, стоящей «выше» мужчины. Так Эми Доррит «выше» Джона Чивери, Пип чувствует, что Эстелла «выше» него, Эстер Саммерсон «выше» Гаппи, а Люси Мане «выше» Сиднея Картона.
В тяжёлых социальных условиях «Крошки Доррит», когда власть денег безгранична, а влиятельные связи решают всё, требуется персонаж, который, занимает высокое положение, но при этом на самом деле ведёт себя достойно. В ход идёт повторяющаяся фигура у Диккенса — добрый богатый человек. В «Крошке Доррит» им является мистер Миглз, в «Холодном доме» — Джон Джарднис, в «Дэвиде Копперфильде» — Бетси Тротвуд. В этом произведение Диккенсу удалось создать самый удачный образ трудовой семьи — семь Плорниш, — хотя в целом с персонажами такого типа ему не везёт.
Характерная для Диккенса оптимистичная концовка романа, весьма неоднозначна в «Крошке Доррит» и ряде других поздних произведений. Автор оканчивает книгу фразой, которая как-бы отделает главных героев от внешнего мира:

Они шли спокойно по шумным улицам, неразлучные и счастливые в солнечном свете и в тени, меж тем как мимо них стремились с обычным шумом, буйные и дерзкие, наглые и угрюмые, тщеславные, спесивые, злобные.

По мнению Тамары Сильман, Диккенс идёт на «утопическое разрешение конфликта, освобождая своих героев от груза материального мира», его противоречий и необходимости бороться с ними. Автор отстраняет их от враждебного им мира, чтобы ещё раз показать насколько ужасна и антигуманна реальность. Таков финал не только «Крошки Доррит», но и «Тяжёлых времен» и «Холодного дома». В концовках этих романов ощущается пессимизм, крайне свойственный позднему Диккенсу.

### Литературное влияние
Творчество Чарльза Диккенса и, в частности, «Крошка Доррит» оказало значительное влияние на классическую и современную литературу. Исследователи, говоря о воздействие Диккенса на отечественную литературу, прежде всего, обращают внимания на Фёдора Михайловича Достоевского — продолжателя техники писателя, а также пользователя схожих литературных приёмов, — который, ставя «занимательность даже выше художественности», применял приём увлекательность композиции для расширения анализа поступков героя. Для Достоевского Диккенс был вторым важнейшим ориентиром после Бальзака. Поэтому он брал его работы в социальной тематике за образец. Прежде всего, двух писателей объединяет тема «бедных людей» — жертв большого города, затерявшихся в нём, страдающих от бедности, беспомощности и всеобщего равнодушия. Она ведущая в «Крошке Доррит» и других работах того периода и чуть ли не главная у раннего Достоевского. Большое внимание обращают также на сходство тем и мотивов, относительно которых не всегда можно уверенно определить являются ли они случайным совпадением творчества писателей или «прямым отзвуком впечатлений увлеченного читателя и почитателя произведений Диккенса». Характерные для Диккенса картины семейного тепла, уюта и покоя «Крошка Доррит», к которым он как к идеалу ведёт своих героев, противопоставлены достоевской бесприютности, дискомфорту и одиночеству. Атмосферу доброты и патриархальности в описание финальной сцены «Униженных и оскорблённых» и Ростанева в «Селе Степанчикове» явно заимствована у Диккенса.
Роман «Преступление и наказание» вышел через 11 лет после публикации «Крошки Доррит», ещё через 2 года — «Идиот», а в 1876 году Достоевский написал Повесть «Кроткая». Во всех трёх этих произведениях писатель использовал Эми Доррит как прообраз: сначала для Софьи Мармеладовой, затем — князя Мышкина, а после для Кроткой.
Диккенс постоянно называет Крошку Доррит робкой, несмелой, застенчивой. Эти определения вполне подходят и для Сони Мармеладовой. Кроме особенностей характера, таких как вера, любовь и жажда жизни, этих героинь сближает и внешнее описание: маленькие, тихие, хрупкие для своего возраста. Обе девушки поражают самоотверженностью: Эма работает не покладая рук, чтобы обеспечить горделивого отца, капризную сестру и брата-тунеядца. Соня Мармеладова идет ещё на ещё большие жертвы: девушка вынуждена заняться проституцией, чтобы прокормить голодных детей мачехи. И Эми, и Соня готовы пожертвовать всем ради любимого человека: Крошка Доррит разделяет финансовые трудности Артура Кленнема; Соня следует за осуждённым Раскольниковым в Сибирь.
Диккенс называет Крошку Доррит наивной, простоватой (англ. naive, simple), а это уже сближает Эми скорей с князем Мышкиным. Когда дело доходит до осмысления жизненных событий, в особенности, когда эти события достаточно быстро сменяют одно другое, Крошка Доррит почти не способна концентрироваться и чётко мыслить. В таких ситуациях ей начинает казаться, что за этими событиями на самом деле стоят какие-то другие события из её прежней жизни, и то же самое с новыми странами и природными ландшафтами:

Они необыкновенно красивы, их вид изумляет меня, но я не способна собраться внутри себя, чтобы действительно получать удовольствие.

Её обучают языкам, но она не способна к их усвоению. Все эти признаки присутствуют и у князя Мышкина, который «по болезни не находил возможности учить». И так же как князь Мышкин, она обладает способностью предчувствовать надвигающуюся горе, например, смерть отца. В ней, несомненно, есть что-то «идиотическое», и именно в том плане, в каком описывает себя князь Мышкин, а то, что и она совершенно так же свободна от всех ограничений, накладываемых на человека обществом, ещё больше сближает этих героев. В одном из своих последних произведений Фёдор Достоевский вновь обращается к Крошке Доррит. Главная героиня его одноимённой повести напоминает своим описанием Эми:

Была она такая тоненькая, белокуренькая; со мной всегда мешковата, как будто конфузилась.

Бесспорно сходство маленькой Нелли из «Униженных и оскорблённых» с Эми Доррит. Эта связь многократно отмечалась различными исследователями. Нелли, как и Эми, можно отнести к типу «задумывающихся детей», рано созревших в жестоких испытаниях жизни.

В «Крошке Доррит» кроме Эми Фёдор Достоевский, в качестве прообраза, использовала и ряд других персонажей. Тихий незлобивый Девушкин, чиновник Горшков, лишившийся работы, — они и многие другие герои Достоевского сродни Фредерику Дорриту. Князь Валковский — красавец, аристократ, богач и притом отъявленный подлец — вызывает в памяти длинный ряд диккенсовских злодеев, из которого более всех на него походит Риго Бландуа, всё время приговаривавший «Я джентльмен и умру джентльменом», и, так же как и Валковский, идущий на любые подлости, чтобы разбогатеть, и даже доходящий даже до убийства жены. Однако, даже скопированные у Диккенса, образы Достоевского, как правило, сложней и парадоксальней, к примеру, в отличие от Достоевского, Диккенс не отправляет свою ангельски чистую Крошку Доррит на панель.
Восприятие форм сатирической типизации используемой Диккенсом в «Крошке Доррит» с полным основанием ассоциируется со сходными приёмами в творчестве отечественного сатирика М. Е. Салтыкова-Щедрина. В цикле сатирических рассказов «Помпадура и помпадурши» писателем была создана галерея образов градоначальников — невежественных наглых жестоких, во многом сходных с высокопоставленными членами Министерства Волокиты. Притворяясь либералами разглагольствуя о реформах, они сразу же меняют свой облик, дорвавшись до власти. Также как и в «Крошке Доррит» образы социально сатиры Щедрина имеют под собой вполне реальную основу. Так, город Глупов («История одного города») олицетворяет самодержавную Россию и является образным обобщением бессмысленности любой формы деспотизма. При описании города Щедрин-сатирик, подобно Диккенсу, обращается к гиперболизации и гротеску. При выявлении подобных параллелей и общностей в творчестве двух писателей имеют значение различия в их общественно-политических взглядах. Революционно-демократические убеждения Салтыкова-Щедрина проявлялись в его суждениях о необходимости скорейшего революционного ниспровержения несправедливого общественного строя. Диккенс же не был сторонником революционных преобразований общества. Однако и того и другого писателя глубоко волновал вопрос о положении народа и смысл своей литературной деятельности они видели в обличении существующей социальной несправедливости, что и порождало черты общности в их социальной сатире.
Меланхолическая концовка романа, отражающая одиночество человека, его затерянность в страшном мире и попытку уйти вместе с таким же одиноким затерянным существом от жестоких противоречий реальной жизни, стала классической в последующей традиции буржуазной литературы. Полнейшим одиночеством кончает герой романа С. Бетлера «Путь всякой плоти». Скорбным, трагическим одиночеством кончает герой романа Гарди «Джуд Незаметный». И даже когда речь идёт, как в «Крошке Доррит», о двух любящих, создающих путём ухода из мира своё личное счастье, такого рода концовка всегда звучит слабой утопической надеждой к доброму началу, которое ещё сохранилось в человеке в эпоху капитализма и за которое все же буржуазный герой не в силах бороться активно.
Так говорит О. Генри в финале своего романа «Короли и капуста»:
```

```

Ибо что может быть на свете лучше, чем двое, идущие рядом.

И так говорит на языке кино Чарльз Чаплин в свой картине «Новые времена», где в самом конце показаны эти «двое идущие рядом», — две беспомощные фигуры, уходящие вдаль, противопоставляющие «страшному миру» свою мечту о лучшем будущем, которое кажется им бесконечно далеким.
Также исследователи обращают внимание на Джоан Роулинг, у которой в цикле романов о Гарри Поттере присутствуют литературные аллюзии, реминисценции и отсылки к поздним работам Диккенса. Одним из примеров литературной связи с ним является перекличка образов Сириуса Блека у Роулинг и диккенсовским Артуром Кленнемом. Артур — выходец из влиятельной семьи, Сириус — потомок древнего благородного рода. Они оба ненавидят атмосферу родного дома, описание которых в двух произведениях почти полностью совпадает. Эти дома населены призраками, однако, в случаи с Артуром Кленнемом кажущимся, а с Гриммолд Плейс — реальными. Матери обоев героев, несмотря на физическую немощность, очень властные женщины. И Артур, и Сириус попадают в тюрьму: Артур — в Маршалси, Сириус — в Азкабан. Даже некоторые второстепенные герои находят двойников, к примеру, эльфа Кричера — копия Иеремии Флинтвинча.

## Перевод и издание в России
В России перевод романа впервые печатался в журнале «Отечественные записки» (1856—1857) без указания имени переводчика. На русский язык роман переводили следующие переводчики: Энгельгардт, Борис Михайлович, Томашевский, Борис Викторович, Евгения Калашникова и Александра Николаевская. Первое полное издание на русском языке появилось в 1901 году и входило в сборник собраний сочинений Диккенса в 13 томах. Затем роман неоднократно переиздавался:
- Крошка Доррит (комплект из 2 книг), Лениздат, Серия: Библиотека школьника. Тираж: 40000 экземпляров, 1951 год[178].
- Крошка Доррит. В двух книгах, Минск, Издательство Академии наук БССР, 30000 экземпляров, 1955 год[179].
- Крошка Доррит (комплект из 2 книг), издательство «Правда», тираж 150000 экземпляров, 1957 год[180].
- Чарльз Диккенс. Собрание сочинений в тридцати томах. Том 20. Государственное издательство художественной литературы. Тираж: 495000 экземпляров. 1960 год[181].
- Крошка Доррит, издательство «Детская литература», тираж: 100000 экземпляров, 1986 год[182].
- Крошка Доррит, Собрание сочинений в десяти томах. Том 9. Издательство «Художественная литература». Тираж: 200000 экземпляров, 1986 год[183].
- Чарльз Диккенс. Собрание сочинений в 20 томах. Том 15. Крошка Доррит. Книга первая: Бедность. Терра-Книжный клуб, 2000 год. ISBN 5-300-03003-1, 5-300-02419-8[184].
- Крошка Доррит. АСТ, Транзиткнига. Серия: Мировая классика. Тираж: 2500 экземпляров, 2004 год. ISBN 5-9578-0692-7[185].
- Крошка Доррит. АСТ, Астрель. Серия: Золотая классика. Тираж: 2000 экземпляров, 2010 год. ISBN 978-5-17-068154-9, 978-5-271-30459-0, 978-985-16-9035-6[186].
- Чарльз Диккенс. Крошка Доррит. Эксмо. Серия: Полное собрание сочинений. Тираж: 3100 экз. ISBN 978-5-699-55356-3, 2012 год (март)[187].

## Экранизация
Роман «Крошка Доррит» неоднократно экранизировался. Премьера первой киноверсии книги состоялась 29 июля 1913 года в США. Режиссёром картины выступил Джеймс Кирквуд, сценаристом — Теодор Марстон, а на главные роли были приглашены Хелен Бэджли, Мод Фили Уильям Расселл и Джеймс Круз. В 1917 году в Германии режиссёром Фридрихом Цельником был снят немой фильм Маленькая Доортье. Сюжет фильма был перенесён в Нидерланды. Следующая экранизация состоялась на родине писателя в 1920 году Крошка Доррит. Продюсером фильма стал Фрэнк Е. Спринг, режиссёром — Сидни Морган. Главные роли исполнили Леди Три и Langhorn Burton. После,В 1924 году вышел датский фильм Крошка Доррит режиссёра А.В. Сандбераг, немецкая лента Крошка Доррит режиссёра Карела Ламача вышла в 1934 году; в 1961 году, вышла канадская версия фильма под режиссёрством Пьера Бэдела. Фильм 1988 года был номинирован на две премии Оскар в номинациях лучшая мужская роль второго плана и лучший адаптированный сценарий. Последняя экранизация состоялась в 2008 году в виде восьмисерийного телесериала. Главные роли в нём исполнили Клэр Фой (Эма Доррит) и Мэттью МакФейден (Артур Кленнем). Для перенесения на экран роман адаптировал сценарист Эндрю Дэвис, на счету которого также адаптация «Гордости и предубеждения». В 2009 году телесериал получил 9 премий «Эмми».

## Комментарии
1. ↑  Макбет — герой трагедии Уильяма Шекспира Макбет, которому было предсказано, что он будет шотландским королём, решив убить короля Дункана, то есть колеблется, перед тем как осуществить своё намерение.
2. ↑  Тимон — герой трагедии Уильяма Шекспира „Тимон Афинский“, который, разорившись, был предан своими лицемерными друзьями, стал человеконенавистником и жил в одиночестве в пещере
3. ↑  Здесь и далее фрагменты романа приведены по переводу Евгении Калашниковой
4. ↑  Параклет — человек, которого призывают на помощь, для утешения. Вероятно, сходен с образами адвоката и апологета. Термин в основном используется в теологической литературе, упоминается в Новом Завете и христианской литературе (латинской и византийской).
5. ↑  работный дом — дом призрения для бедняков, существовавшие в Англии в середине XIX века и получившие печальную известность своим почти тюремным режимом)
6. ↑  А именно — глава IV «Письмо Крошки Доррит», XI «Письмо Крошки Доррит», XXI «История одного самоистязания».